# Lịch sử Nga
Lịch sử của nước Nga, bắt đầu từ việc người Slav phương Đông tái định cư ở Đồng bằng Đông Âu vào thế kỷ thứ 6-7, những người sau đó được chia thành người Nga, người Ukraine và người Belarus. Lịch sử đất nước được chia thành khoảng bảy thời kỳ: thời kỳ cổ đại (tiền nhà nước) (cho đến cuối thế kỷ thứ 9), thời kỳ Kievan Rus (cho đến giữa thế kỷ 12), thời kỳ phân mảnh (đến đầu thế kỷ 16), thời kỳ nhà nước Nga thống nhất (từ 1547 năm đến cuối thế kỷ 15 - 1721), thời kỳ Đế quốc Nga (1721-1917), thời kỳ Xô Viết ( 1917-1991) và lịch sử hiện đại (từ 1991). Ngày bắt đầu truyền thống của lịch sử Nga cụ thể là việc thành lập nhà nước Rus ở phía bắc vào năm 862, đặt kinh đô tại thành phố Novgorod. Năm 882, Hoàng tử Oleg của Novgorod chiếm giữ Kiev, thống nhất vùng đất phía bắc và phía nam của người Đông Slav dưới một quyền lực, chuyển trung tâm quản lý đến Kiev vào cuối thế kỷ thứ 10, và duy trì các phần phía bắc và phía nam với sự tự chủ đáng kể với nhau. Nhà nước đã tiếp nhận Cơ đốc giáo từ Đế quốc Byzantine vào năm 988, bắt đầu sự tổng hợp giữa văn hóa Byzantine và Slav để xác định nền văn hóa Nga trong thiên niên kỷ tiếp theo. Nhà nước Kiev Rus, đã chấp nhận Ki-tô giáo từ Đế quốc Đông La Mã năm 988, khởi đầu sự tổng hòa các nền văn hoá Đông La Mã và Slav lập ra văn hoá Nga trong một nghìn năm tiếp theo. Nước Kiev Rus' nhanh chóng tan rã không còn là một Nhà nước nữa, cuối cùng chịu đầu hàng quân xâm lược Mông Cổ trong những năm 1230. Trong thời gian này, một số lãnh đạo địa phương, đặc biệt là xứ Novgorod và xứ Pskov, đã chiến đấu để thừa kế di sản văn hoá và chính trị của nước Kiev Rus'.
Sau thế kỷ 13, Moskva dần trở thành trung tâm văn hoá. Tới thế kỷ 18, Đại công quốc Moskva đã trở thành Đế quốc Nga rộng lớn, trải dài từ Ba Lan về phía đông tới Thái Bình Dương. Sự mở rộng về phía tây càng khiến nước Nga nhận thức được sự khác biệt của họ với đa phần còn lại của châu Âu và phá vỡ sự cô lập từng xảy ra ở những giai đoạn đầu mở rộng. Thời này có Nga hoàng Pyotr Đại Đế xóa bỏ một nước Nga lạc hậu, nửa Á Đông, tiến hành sự nghiệp lớn lao đổi mới đất nước. Các vị Nữ hoàng Anna, Elizaveta Petrovna và Ekaterina II đều lên ngôi với những cuộc đảo chính do Ngự Lâm quân hỗ trợ. Với chính sách bành trướng, phát triển thực lực của đất nước, triều đình Nga hoàng đã phá bỏ mối đe dọa từng có từ Vương quốc Thụy Điển và Đế quốc Thổ Nhĩ Kỳ Ottoman. Các triều đại nối tiếp nhau trong thế kỷ 19 đã đối phó với những áp lực đó bằng sự kết hợp giữa các cuộc cải cách miễn cưỡng và trấn áp. Chế độ nông nô Nga đã bị bãi bỏ năm 1861, nhưng sự huỷ bỏ này thực sự chỉ gây thêm phiền toái cho người nông dân và càng khiến áp lực cách mạng tăng cao. Trong khoảng thời gian từ khi chế độ nông nô bị huỷ bỏ tới khi bắt đầu Chiến tranh thế giới lần thứ nhất năm 1914, các cuộc cải cách Stolypin, hiến pháp 1906 và Duma quốc gia đã mang lại những thay đổi đáng kể cho nền kinh tế và chính trị Nga, nhưng các hoàng đế Nga vẫn không muốn rời bỏ quyền lực tuyệt đối, hay chia sẻ quyền lực.
Cách mạng Nga năm 1917 được khởi phát từ một sự tổng hợp các yếu tố tan rã kinh tế, tình trạng kiệt quệ do chiến tranh, và sự bất bình với hệ thống chính phủ chuyên quyền, và lần đầu tiên một liên minh giữa những người tự do và xã hội chủ nghĩa ôn hoà lên nắm quyền lực, nhưng các chính sách sai lầm của họ đã khiến những người Cộng sản Bolshevik chiếm quyền lực vào ngày 25 tháng 10 (lịch Julius, tức ngày 7 tháng 11 theo lịch Gregory). Từ năm 1922 tới năm 1991, lịch sử Nga chủ yếu là Lịch sử Liên Xô, một nhà nước hoàn toàn dựa trên ý thức hệ gồm Đế quốc Nga và các quốc gia chư hầu trước Hòa ước Brest-Litovsk. Tuy nhiên, việc tiếp cận cách thức xây dựng chủ nghĩa xã hội khác nhau trong từng thời điểm trong lịch sử Liên Xô, từ nền kinh tế pha trộn và xã hội và văn hoá đa dạng hồi thập niên 1920 tới nền kinh tế chỉ huy và trấn áp thời Stalin tới "thời kỳ trì trệ" thập niên 1980. Từ những năm đầu tiên, chính phủ Liên Xô đã dựa trên nền tảng độc đảng của những người Cộng sản, như những người Bolshevik tự gọi mình, từ tháng 3 năm 1918. Tuy nhiên, tới cuối thập niên 1980, khi sự yếu kém của các cơ cấu kinh tế và chính trị đã trở nên gay gắt, các lãnh đạo cộng sản đã tiến hành các cải cách lớn, dẫn tới sự sụp đổ của Liên bang Xô viết.
Lịch sử Liên bang Nga khá ngắn, chỉ bắt đầu từ sự sụp đổ của Liên Xô năm 1991. Từ khi giành lại độc lập, nước Nga đã được công nhận là nhà nước thừa kế chính thức của Liên Xô trên bình diện quốc tế. Tuy nhiên, nước Nga đã mất vị trí siêu cường của mình và đang phải đối mặt với những thách thức trong các nỗ lực thiết lập một hệ thống kinh tế và chính trị hậu Xô viết. Loại bỏ nền kinh tế kế hoạch tập trung và quyền sở hữu nhà nước thời kỳ Xô viết, nước Nga đang nỗ lực xây dựng một nền kinh tế mang các yếu tố của thị trường tư bản, với những hậu quả nhiều khi khá nặng nề. Thậm chí ngày nay nước Nga vẫn mang nhiều nét đặc trưng văn hoá và xã hội thời kỳ Sa Hoàng và Liên Xô.

## Buổi đầu lịch sử

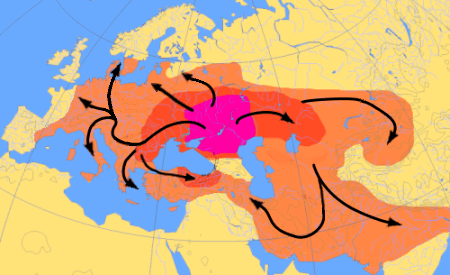
Giả thuyết Kurgan: Miền nam Nga như một vùng đất quê hương của người Ấn-Âu.

### Cư dân thời Tiền Slav

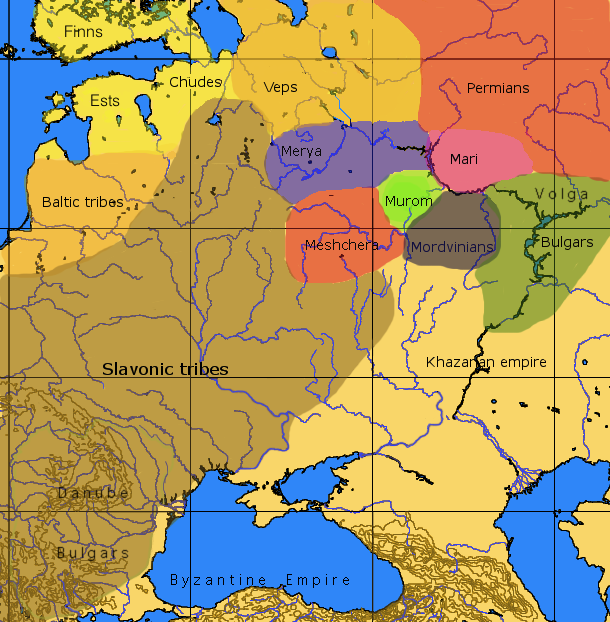
Một bản đồ tổng thể các nền văn hoá tại Nga thuộc châu Âu khi những người Varyag đặt chân tới

Thời tiền sử, các vùng thảo nguyên rộng lớn phía nam nước Nga là nơi sinh sống của các bộ lạc chăn nuôi gia súc du cư không thống nhất. Thời xa xưa, thảo nguyên Hắc Hải được gọi là Scythia. 
Những di sản của các nền văn minh thảo nguyên đã mất từ xưa đó đã được khám phá trong thế kỷ 20 tại các địa điểm như Ipatovo, Sintashta, Arkaim, và Pazyryk. Nửa sau thế kỷ 8 trước Công Nguyên, các nhà buôn Hy Lạp đã mang nền văn minh cổ điển tới các địa điểm buôn bán tại Tanais và Phanagoria. Từ thế kỷ thứ 3 tới thế kỷ thứ 6 Sau công nguyên, Vương quốc Bosporus, một chính thể Hy Lạp kế tục các thuộc địa Hy Lạp, đã bị đè bẹp bởi các làn sóng xâm chiếm liên tục của người du mục, dẫn đầu là các bộ lạc hiếu chiến thường di chuyển vào châu Âu, như người Hung và người Avar Thổ Nhĩ Kỳ. Một bộ tộc gốc Turk, người Khazar, cai trị các vùng thảo nguyên hạ châu thổ Volga giữa Caspi và biển Đen trong suốt thế kỷ 8. Nổi tiếng về pháp luật, sức chịu đựng và tính hoà đồng, người Khazar là con đường thương mại chính giữa Baltic và nhà Abbas tại Bagdad. Họ là những đồng minh quan trọng của Đế quốc Đông La Mã, và đã tiến hành hàng loạt các cuộc chiến tranh thắng lợi chống lại các vị khalip Ả Rập. Ở thế kỷ 8, người Khazar theo Do Thái giáo.

### Thời kỳ đầu Đông Slav
Tổ tiên của người Nga là các bộ lạc Slav, có nguồn gốc được một số nhà sử học cho là tại các vùng rừng đầm lầy Pripyat. Người Đông Slav sơ kỳ dần chiếm vùng Tây Nga theo hai hướng: một từ Kiev hướng về Suzdal và Murom ngày nay và hướng khác từ Polotsk tới Novgorod và Rostov. Từ thế kỷ 7 về sau, người Đông Slav tiếp tục chiếm số đông dân cư tại Tây Nga và chậm rãi nhưng hoà bình đồng hoá các bộ tộc gốc Phần Lan-Yugra bản xứ, như người Merya, Muroma, và người Meshchyora.

### Nước Kiev Rus'

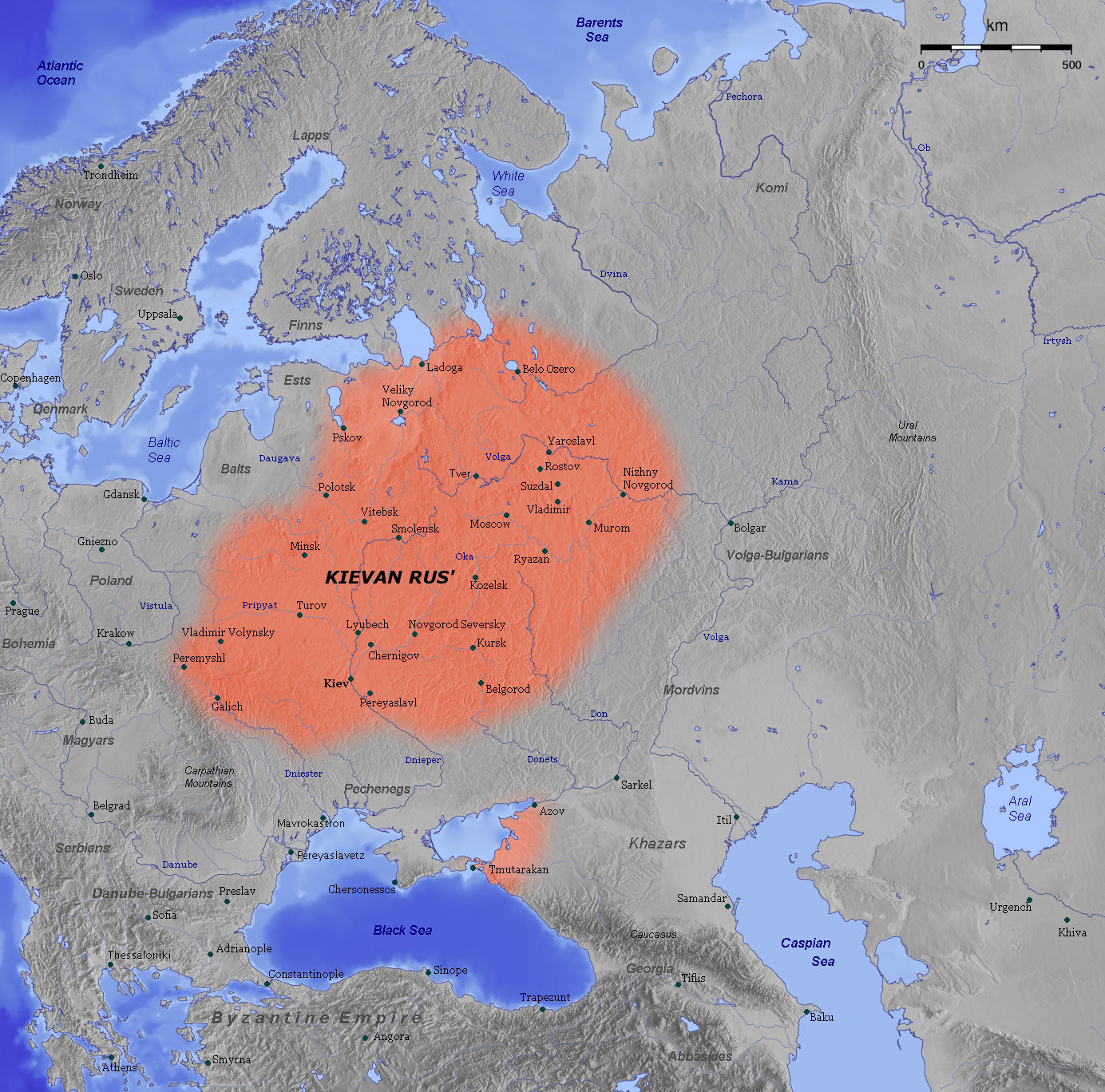
Nước Kiev Rus' ở thế kỷ 11

Người Bắc Âu cổ vùng Scandinavia, được gọi là "Viking" ở Tây Âu và người "Varyag" ở phía đông, kết hợp làm cướp biển và buôn bán trong các chuyến đi của họ tới hầu hết miền Bắc Âu. Giữa thế kỷ 9, họ bắt đầu đi dọc các đường biển từ phía đông Baltic tới biển Đen và biển Caspi. Theo biên niên sử đầu tiên của nước Nga, một người Varyag tên là Rurik đã được bầu làm nhà cầm quyền (konung hay knyaz) xứ Novgorod vào khoảng năm 860, trước khi những người kế tục ông đi về phía nam và mở rộng lãnh thổ tới xứ Kiev, nơi trước đó thuộc người Khazar.
Vì thế, nhà nước Đông Slav đầu tiên, nước Kiev Rus', xuất hiện vào khoảng thế kỷ 9 dọc theo châu thổ sông Dnepr. Một nhóm phối hợp các công quốc với lợi ích chung trong việc duy trì thương mại dọc các đường sông, nước Kiev Rus' kiểm soát con đường buôn bán lông thú, sáp và nô lệ giữa Scandinavia và Đế quốc Đông La Mã dọc theo sông Volkhov và sông Dnepr.
Tên gọi "Russia" (Nga), cùng với tên Ruotsi trong tiếng Phần Lan và Rootsi trong tiếng Estonia, được một số học giả cho là có liên quan tới Roslagen. Từ nguyên của Rus và các biến thể của nó đang bị tranh cãi, và các học giả khác cho rằng nó có liên quan với các gốc từ Slav hay Iran.
Tới cuối thế kỷ 10, cộng đồng thiểu số Bắc Âu cổ đã pha trộn với dân cư Slav, và họ cũng hấp thu những ảnh hưởng Ki-tô giáo Hy Lạp trong quá trình thực hiện các chiến dịch cướp bóc Tsargrad, hay Constantinopolis. Một chiến dịch đó đã khiến vị thủ lĩnh đội thân binh Slav lỗi lạc là Svyatoslav I, nổi tiếng vì đã tiêu diệt nhà nước của người Khazar trên sông Volga, phải mất mạng. Ở thời điểm đó, đế quốc Đông La Mã (Byzantium) đang trải qua một thời kỳ phục hồi quân sự và văn hóa mạnh mẽ; dù có suy tàn sau này, văn hóa của nó tiếp tục gây ảnh hưởng tới tiến trình hình thành và phát triển của Nga trong nhiều thế kỷ.
Nước Kiev Rus' đóng vai trò quan trọng trong việc đưa một biến thể Slav của Chính Thống giáo Đông phương vào nước Nga, làm sâu sắc hơn sự tổng hợp các nền văn hóa Đông La Mã và Slav thiết lập ra nền văn hóa Nga trong một nghìn năm sau. Vùng này đã chấp nhận Ki-tô giáo năm 988 sau hành động rửa tội chung cho người dân Kiev của công tước Vladimir I. Vài năm sau, bộ luật đầu tiên, Russkaya Pravda, được đưa ra. Từ ban đầu các công tước Kiev đã mô phỏng các mô hình Đông La Mã và giữ Giáo hội phụ thuộc vào họ, thậm chí cả về nguồn thu nhập, vì thế Giáo hội Nga và nhà nước luôn liên kết chặt chẽ với nhau.
Tới thế kỷ 11, đặc biệt trong thời cai trị của Yaroslav Thông thái, Rus Kiev đã có được một nền kinh tế phát triển và những thành tựu kiến trúc, văn học vượt trội những thành tựu từng có ở vùng phía tây lục địa. So với các ngôn ngữ châu Âu Ki-tô, tiếng Nga ít bị ảnh hưởng từ tiếng Hy Lạp và tiếng La tinh thời kỳ đầu Ki-tô giáo. Điều này bởi ngôn ngữ Giáo hội Slav được sử dụng trực tiếp trong nghi thức tế lễ.
Một bộ tộc Turk du mục, người Kipchak (cũng được gọi là người Cuman), đã thay thế người Pecheneg trước đó trở thành lực lượng thống trị tại các vùng thảo nguyên phương nam giáp với Rus hồi cuối thế kỷ 11 và lập ra một nhà nước du mục tại các thảo nguyên dọc biển Đen (Desht-e-Kipchak). Đẩy lùi các cuộc tấn công liên tục của họ, đặc biệt vào Kiev, vốn chỉ ở khoảng cách một ngày đường với thảo nguyên, là một gánh nặng lớn cho các vùng phương nam của Rus. Các cuộc tấn công của người du mục đã khiến một làn sóng lớn người Slav tràn vào trong các vùng rừng rậm phía bắc, đặc biệt là vùng được gọi là Zalesye để trốn tránh.
Nước Kiev Rus' cuối cùng tan rã không còn là một Nhà nước vì cuộc tranh giành nội bộ giữa các thành viên của gia đình công tước nối nhau cai trị nó. Quyền thống trị của xứ Kiev chấm dứt, nhường lại cho Vladimir-Suzdal ở phía đông bắc, Novgorod ở phía bắc, và Halych-Volhynia ở phía tây nam. Cuộc chinh phục của quân Mông Cổ (Kim Trướng hãn quốc ở thế kỷ 13 là cú đánh quyết định. Xứ Kiev bị phá huỷ. Halych-Volhynia cuối cùng bị sáp nhập vào Liên bang Ba Lan và Lietuva, trong khi vùng Vladimir-Suzdal do Mông Cổ cai quản và Cộng hòa Novgorod độc lập, hai vùng ngoại biên Kiev, sẽ thành lập nên cơ sở cho quốc gia Nga hiện đại.

## Chư hầu của Mông Cổ

### Cuộc chinh phạt của quân Mông Cổ

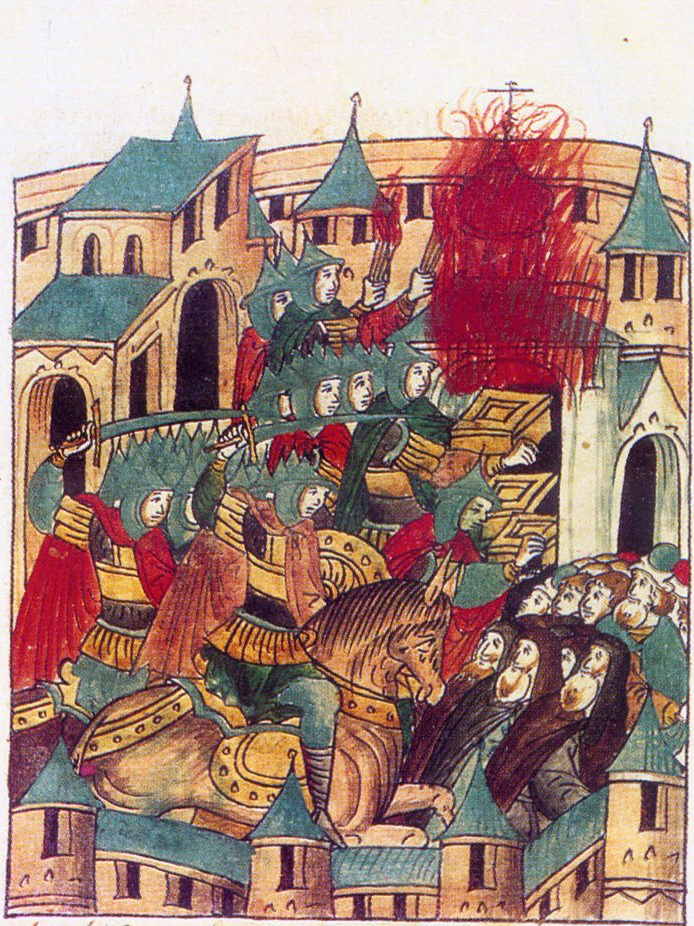
Hãn Bạt Đô cướp phá Suzdal tháng 2 năm 1238: một bức tiểu hoạ trong biên niên sử thế kỷ 16

Là một phần của Mông Cổ xâm lược Châu Âu, Đế chế Mông Cổ đã xâm chiếm Rus Kiev vào thế kỷ XIII, phá hủy nhiều thành phố, bao gồm Ryazan, Kolomna, Moskva, Vladimir và Kiev.
Chiến dịch được báo trước bởi trận sông Kalka vào tháng 5 năm 1223, dẫn tới chiến thắng của Mông Cổ đối với một số lực lượng của quốc gia của Rus'. Mông Cổ sau đó rút lui. Cuộc xâm lược toàn diện vào Rus do Batu Khan tiến hành từ năm 1237 đến năm 1240. Cuộc chinh phục vào châu Âu đã chấm dứt bởi quá trình tìm vị thủ lĩnh mới kế nhiệm chức vị khả hãn Mông Cổ sau cái chết của Ögedei Khan. Tất cả các nhà lãnh đạo của Rus đều bị buộc phải tuân thủ chế độ Mông Cổ và trở thành một phần của Hãn quốc Kim Trướng, một số trong đó kéo dài đến năm 1480.
Cuộc chinh phạt của quân Mông Cổ càng làm sự tan rã của Rus tăng nhanh. Năm 1223, các công tước ly khai phía Nam phải đối mặt với cuộc xâm lược của quân Mông Cổ tại sông Kalka và bị đánh tan. Trong các năm 1237 - 1238, quân xâm lược còn đốt cháy thành phố Vladimir (4 tháng 2 năm 1238) và các thành phố lớn khác phía đông bắc Nga, đánh tan tác quân Nga tại sông Sit, và sau đó đi về hướng tây tới Ba Lan và Hungary. Tới khi ấy họ đã chinh phục hầu hết các thành phố Nga. Chỉ có Cộng hoà Novgorod không bị chiếm đóng và tiếp tục phát triển trong quỹ đạo của Liên hiệp Hansa.
Ảnh hưởng từ cuộc chinh phạt của Mông Cổ trên lãnh thổ nước Kiev Rus' không đều. Nền văn hóa thành phố phát triển đã hầu như bị phá huỷ. Khi các trung tâm cổ hơn như Kiev và Vladimir không thể hồi phục sau sự tàn phá của cuộc tấn công đầu tiên, các thành phố mới như Moskva, Tver và Nizhny Novgorod bắt đầu đua tranh quyền lãnh đạo bên trong nước Nga dưới sự chiếm đóng của quân xâm lược Mông Cổ. Dù liên quân các xứ Nga đã đánh tan tác quân Kim Trướng hãn quốc tại Kulikovo năm 1380, sự thống trị của người Mông Cổ trên các lãnh thổ Nga, cùng với các yêu cầu cống vật từ các công tước Nga tiếp tục kéo dài tới tận năm 1480.

### Quan hệ Nga-Tatar

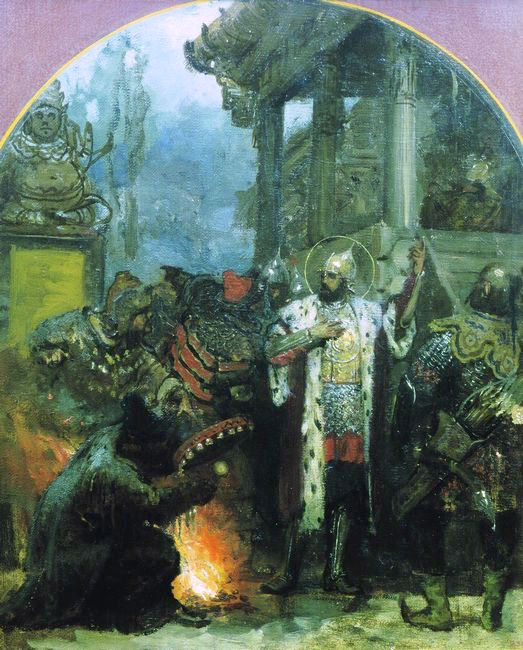
Aleksandr Yaroslavich Nevsky tại hãn quốc

Sau sự sụp đổ của Khazar trong thế kỷ 10, trung Volga bị thống trị bởi quốc gia thương mại Volga Bulgaria, di sản cuối cùng của Đại Bulgaria nằm ở Phanagoria. Ở thế kỷ 10 người Turk ở Volga Bulgaria chuyển theo Hồi giáo. Sau những cuộc xâm lược của Mông Cổ trong thập niên 1230, Volga Bulgaria bị Kim Trướng hãn quốc sáp nhập và cư dân ở đây phát triển thành người Chuvash và Tatar Kazan hiện đại.
Người Mông Cổ giữ Nga và Volga Bulgaria trong sự thống trị từ kinh đô phía tây của họ tại Sarai, một trong những thành phố lớn nhất thời Trung Cổ. Các công quốc phía nam và phía đông nước Nga phải cống nộp cho người Mông Cổ thời Kim Trướng hãn quốc, thường được gọi là người Tatar; nhưng đổi lại họ được cho phép hành động như các vị phó của các hãn. Nói chung, các công tước có được quyền tự do cai quản khá lớn theo ý mình, Giáo hội Chính Thống giáo Nga thậm chí còn có một giai đoạn hồi phục thời đại giáo chủ Alekxy và Sergii Radonezhsky.
Đối với Giáo hội Chính Thống giáo Nga và hầu hết các công tước, những kẻ Thập Tự Chinh cuồng tín ở phía Bắc dường như là một mối đe dọa lớn hơn cho nước Nga chứ không phải quân Mông Cổ. Ở giữa thế kỷ 13, Aleksandr Yaroslavich Nevsky, được bầu làm Công tước xứ Novgorod, trở thành một vị anh hùng của nhân dân Nga sau những thắng lợi lớn trước các Hiệp sĩ Teuton và quân xâm lược Thụy Điển.
Người Mông Cổ để lại ảnh hưởng tới người Nga trong các lĩnh vực như chiến thuật quân sự và vận tải. Dưới ách đô hộ của quân Mông Cổ, nước Nga cũng phát triển mạng lưới thư tín, hệ thống thuế, điều tra dân số, và tổ chức quân đội của mình. Những ảnh hưởng từ phương đông tiếp tục còn lại tới tận thế kỷ 17, khi nước Nga thực hiện nỗ lực thật sự đầu tiên nhằm Tây phương hóa đất nước.

## Đại công quốc Moskva

### Sự nổi lên của Moskva

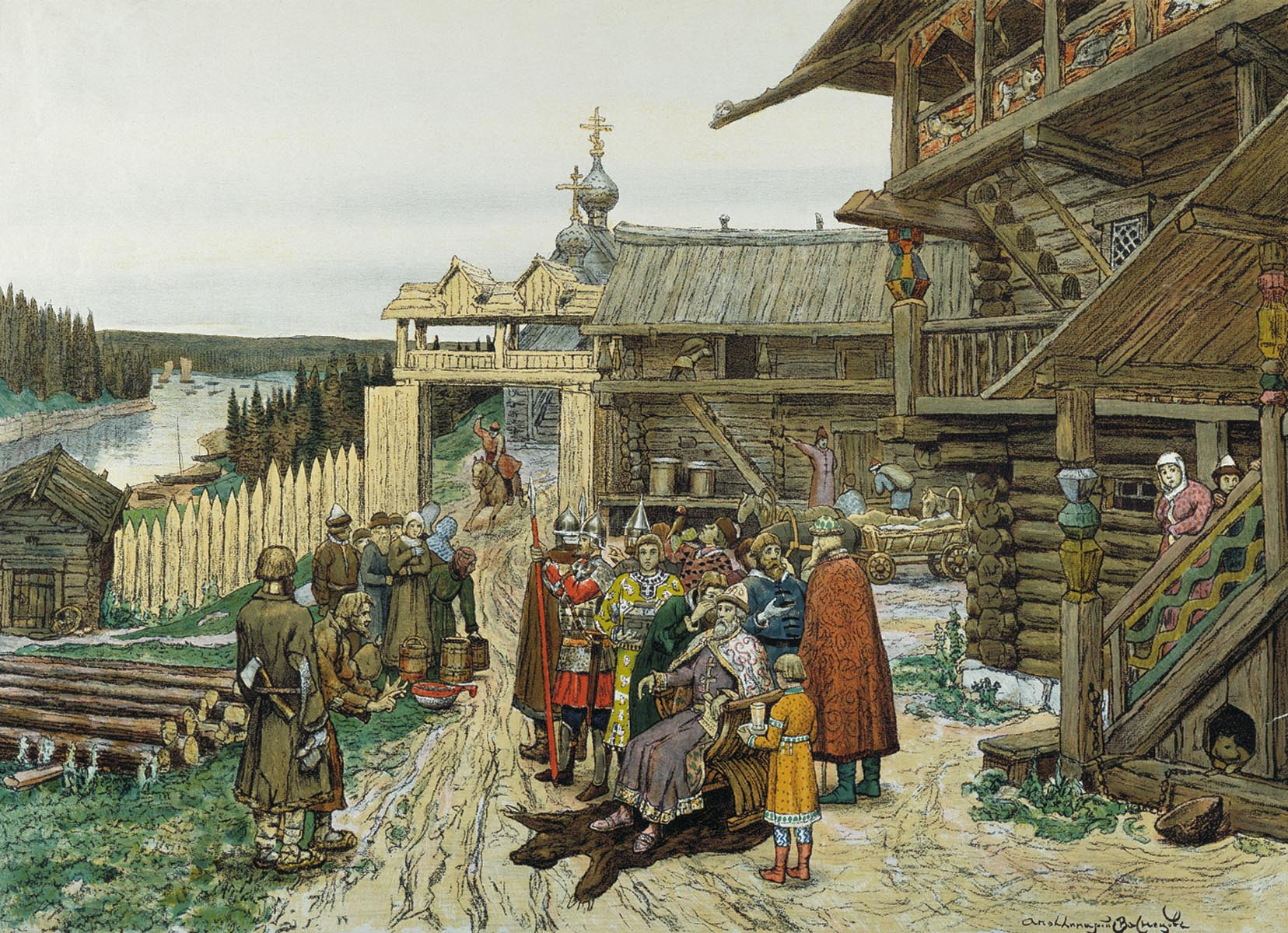
Trong thời kỳ trị vì của Daniil, Moskva chỉ là một pháo đài gỗ nhỏ mất hút trong các khu rừng Trung Nga.

Daniil Aleksandrovich, con trai út của Aleksandr Yaroslavich Nevsky, lập ra công quốc Moskva (được phương Tây biết đến như là Muscovy), cuối cùng đã đánh đuổi người Tatar ra khỏi Nga. Nằm ở vị trí tốt trong hệ thống sông trung tâm Nga và được bảo vệ bởi các khu rừng và đầm lầy bao quanh, Moskva ban đầu là chư hầu của Vladimir, nhưng nhanh chóng sáp nhập cả công quốc mẹ. Yếu tố chính trong uy thế của Moskva là sự hợp tác của các vị công tước cai trị nó với các lãnh chúa Mông Cổ, những người ban phong cho họ tước vị Đại công tước của Moskva và biến họ trở thành các thuộc hạ để thu các cống phẩm cho người Tatar từ các công quốc Nga. Thanh thế của công quốc này được gia tăng thêm khi nó trở thành trung tâm của Giáo hội Chính Thống giáo Nga. Người đứng đầu giáo hội, đại giáo chủ, chạy từ Kiev tới Vladimir năm 1299 và vài năm sau đã thiết lập các trụ sở chính vĩnh cửu của Giáo hội tại Moskva dưới tước hiệu nguyên thủy đại giáo chủ Kiev.
Vào khoảng giữa thế kỷ 14, quyền lực của quân Mông Cổ bắt đầu suy giảm và các Đại công tước cảm thấy có thể công khai vùng lên phá tan xiềng xích của quân Mông Cổ. Vào năm 1380, tại Kulikovo trên sông Đông, quân xâm lược Mông Cổ đã bị đánh tan tác, và mặc dù chiến thắng nhọc nhằn này không chấm dứt được ách thống trị của người Tatar đối với Nga, nhưng nó đã đem lại danh tiếng lớn cho Đại công tước Dmitry Ivanovich Donskoy. Vai trò thủ lĩnh của Moskva tại Nga bấy giờ đã được thiết lập vững chắc và vào giữa thế kỷ 14 lãnh thổ của nó đã được mở rộng ra nhiều thông qua mua bán, chiến tranh và hôn nhân.

### Ivan III Vĩ đại

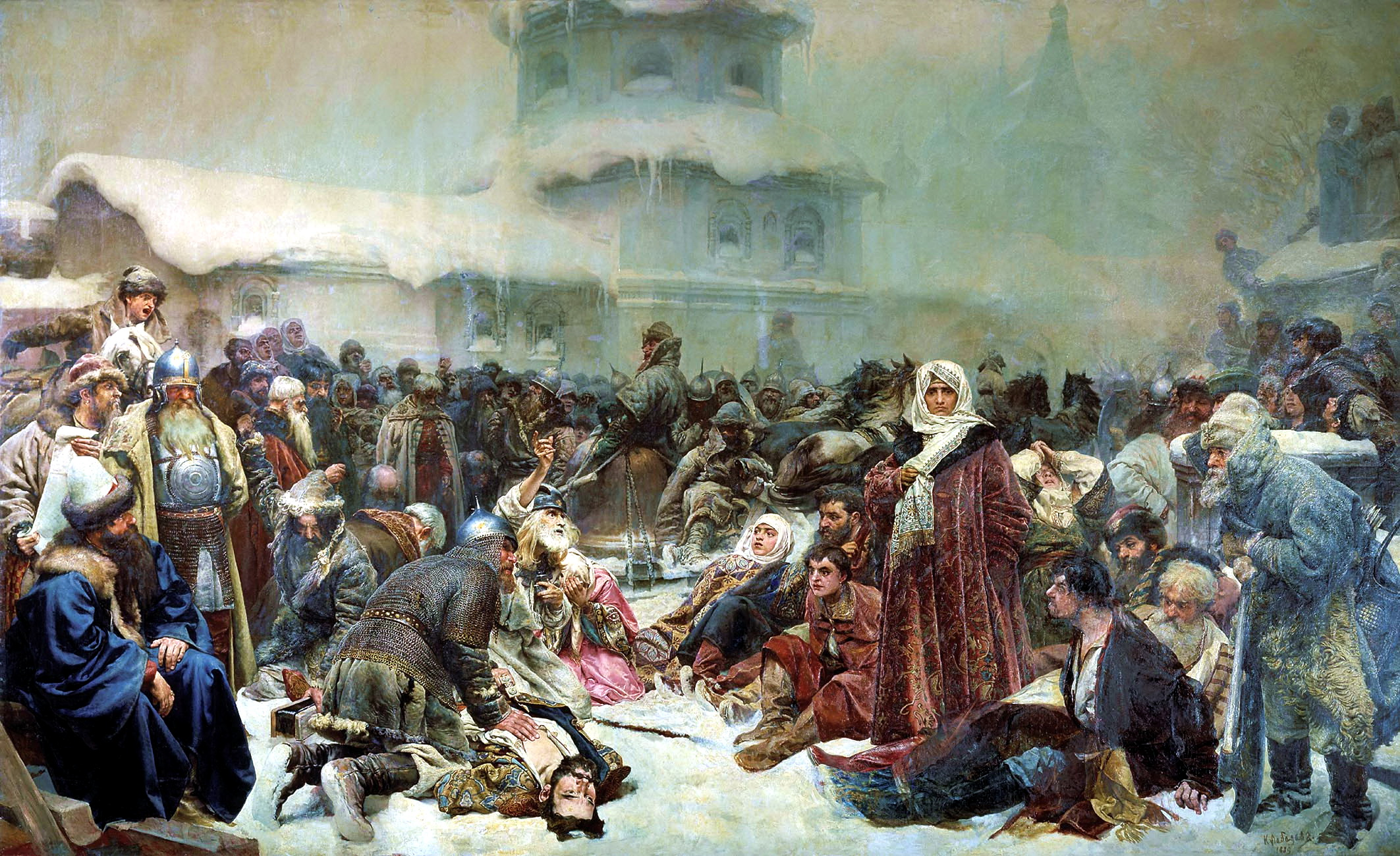
Sụp đổ của Cộng hòa Novgorod năm 1478. Ở phía phải là Marfa Boretskaya.

Trong thế kỷ 15, các đại công tước Moskva tiến hành tập hợp các vùng đất Nga để tăng dân cư và tài sản dưới sự cai trị của họ. Người thi hành thành công nhất chính sách này là Ivan III, người đặt nền móng cho nhà nước dân tộc Nga. Ivan cạnh tranh cùng kẻ thù hùng mạnh ở phía tây bắc là Đại công quốc Lietuva để giành quyền kiểm soát một số công quốc Thượng Oka bán độc lập ở vùng thượng nguồn sông Dnepr và sông Oka. Thông qua li khai của một số công tước, các cuộc giao tranh biên giới và cuộc chiến tranh kéo dài với Cộng hòa Novgorod, Ivan III đã có thể sáp nhập cả Novgorod lẫn Tver. Kết quả là Đại công quốc Moskva đã tăng ba về diện tích dưới thời của ông. Trong cuộc giao tranh của ông với công quốc Pskov, một giáo sĩ tên là Filofei (Philotheus của Pskov) đã viết một bức thư gửi tới Ivan III, với lời tiên tri rằng công quốc này sẽ trở thành Đệ Tam La Mã. Không những thế, vào năm 1453, Sultan Thổ Nhĩ Kỳ Ottoman là Mehmed II xua quân đánh thành Constantinopolis, phá được thành Đệ Nhị La Mã này. Việc vị Hoàng đế Ki-tô giáo Chính Thống Hy Lạp cuối cùng hy sinh trong trận đánh này đã góp phần vào ý tưởng mới về Moskva như là "Tân La Mã" và là nơi của Ki-tô giáo chính thống.
Trong những thập kỷ đầu tiên của thế kỷ 15, quyền lực được Edigu, một tư tế có nguồn gốc ở Vytautas tại Litva trong Trận chiến sông Vorskla thao túng và thành lập hãn quốc Nogai làm khu vực của riêng mình. Trong thập niên 1440, hãn quốc một lần nữa bị chia rẽ bởi nội chiến. Lần này, nó tan rã thành hai hãn quốc: hãn quốc Qasim, hãn quốc Kazan, hãn quốc Astrakhan, hãn quốc Kazakh, hãn quốc Uzbek, và hãn quốc Krym tất cả đều ly khai khỏi tàn tích cuối cùng của Kim Trướng hãn quốc - Đại hãn quốc.

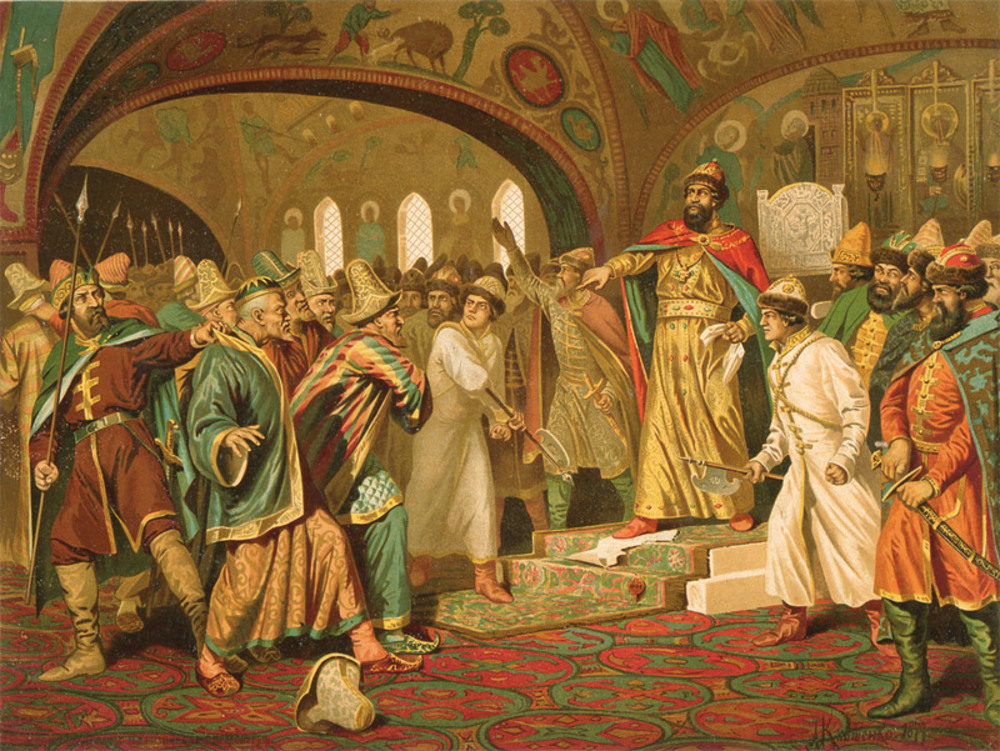
Ivan III xé rách công văn của Hãn đòi cống nộp trước mặt sứ thần của Hãn.

Đương thời với nhà Tudor và các "tân vương" khác tại Tây Âu, Ivan tuyên bố chủ quyền tuyệt đối của ông đối với mọi công tước và quý tộc Nga. Từ chối cống nộp tiếp cho người Tatar, Ivan đã khởi đầu một loạt các vụ tấn công mở đường cho sự thất bại hoàn toàn của Kim Trướng hãn quốc đang suy yếu, khi đó đã phân chia ra thành vài Khả hãn quốc và hãn quốc nhỏ. Ivan và những người kế vị ông theo đuổi việc bảo vệ biên giới phía nam của lãnh thổ của mình chống lại các cuộc tấn công của người Tatar Krym và các hãn quốc khác. Để đạt được mục đích này, họ đã tài trợ cho việc xây dựng Tuyến chướng ngại lớn và ban phong các thái ấp cho các quý tộc, những người có nghĩa vụ phục vụ trong quân đội. Hệ thống thái ấp tạo ra cơ sở cho kị binh đang nổi lên.
Mùa hè năm 1470 (những nguồn khác đưa ra con số 1469), hãn Ahmed tổ chức một cuộc tấn công vào Moldavia, Vương quốc Ba Lan, và Litva. Tới ngày 20 tháng 8, các lực lượng Moldavia dưới sự chỉ huy của Stephen Vĩ đại đánh bại quân Tatar trong Trận Lipnic. Vương quốc Ba Lan và Đại công quốc Lietuva (sở hữu hầu hết Ukraina ở thời điểm đó) bị số quân còn lại của hãn quốc tấn công năm 1487-1491. Họ đi tới tận Lublin ở trung tâm Ba Lan trước khi bị đánh bại một trận quyết định tại Zaslavl.
Không một hãn quốc mới nào mạnh hơn đại công quốc Moskva, cuối cùng đã thoát khỏi sự kiểm soát của người Tatar năm 1480. Mỗi hãn quốc cuối cùng đều bị nó sáp nhập, bắt đầu với Kazan và Astrakhan hồi thập niên 1550. Tới cuối thế kỷ hãn quốc Siberi đã là một phần của Nga. Các hậu duệ của các hãn cầm quyền đều phục vụ Nga.
Hãn quốc Krym trở thành một nhà nước chư hầu của Đế quốc Ottoman năm 1475 và khuất phục những gì còn lại của Đại hãn quốc năm 1502. Người Tatar Krym tiến hành cướp phá tại miền nam nước Nga, Ukraina và thậm chí cả Ba Lan trong thế kỷ 16 và đầu thế kỷ 17, nhưng họ không thể đánh bại Nga hay chiếm Moskva. Dưới sự bảo hộ của Ottoman, hãn quốc Krym tiếp tục sự tồn tại bấp bênh tới khi Ekaterina Đại đế sáp nhập nó vào ngày 8 tháng 4 năm 1783. Nó là nhà nước kế tục tồn tại lâu nhất của Kim Trướng hãn quốc.
Theo cách này, sự thống nhất nội bộ kèm theo sự mở rộng ra ngoài của nhà nước. Vào thế kỷ 16, những người cai trị Moskva coi toàn bộ lãnh thổ Nga là tài sản tập thể của họ. Một loạt các công quốc bán độc lập vẫn còn tuyên bố chủ quyền đối với một số vùng lãnh thổ cụ thể, nhưng Ivan III đã buộc các công tước này phải biết tới đại công tước của Moskva và những hậu duệ của ông như là những vị vua không còn gì nghi vấn với sự kiểm soát đối với quân đội, luật pháp và các chính sách ngoại giao. Dần dần, các vị vua Nga nổi lên như là những người cai trị đầy quyền thế và chuyên quyền, tức các Sa hoàng (tsar). Vị vua Nga đầu tiên chính thức đăng quang với tước hiệu "Sa hoàng" là Ivan IV.

## Nước Nga Sa hoàng

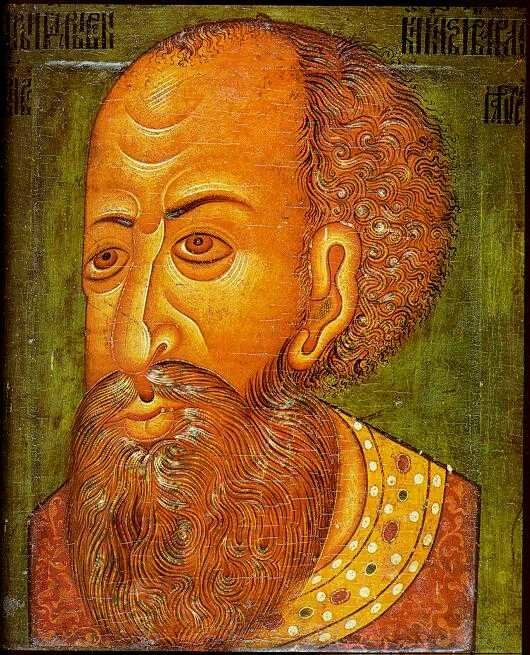
Sa hoàng Ivan IV

### Ivan IV Bạo chúa
Sự phát triển quyền lực tuyệt đối của Sa hoàng lên tới đỉnh điểm trong thời kỳ cầm quyền (1547–1584) của Ivan IV ("Ivan Bạo chúa"). Ông tăng cường vị trí quyền lực của mình tới một mức độ chưa từng có trước đó, bằng cách thẳng tay sắp xếp giới quý tộc theo ý thích, trục xuất hay hành quyết nhiều người chỉ vì những tội lỗi nhỏ nhất. Tuy nhiên, Ivan thường được coi là một nhà lãnh đạo có tầm nhìn, người đã cải cách nước Nga khi đưa ra một bộ luật mới (Sudebnik năm 1550), thiết lập cơ quan đại diện chính quyền phong kiến đầu tiên của Nga (Hội nghị hội đồng tự quản địa phương), cắt giảm ảnh hưởng của giới tăng lữ, và lập ra cơ quan tự quản cấp vùng tại các khu vực nông thôn,
Mặc dù cuộc chiến tranh Livonia kéo dài của ông nhằm giành quyền kiểm soát bờ biển Baltic và quyền tiếp cận con đường thương mại trên biển là một sai lầm tốn kém, Ivan đã sáp nhập được các hãn quốc như Kazan, Astrakhan và Siberi. Những cuộc chinh phục này càng khiến làn sóng di cư của người du mục hiếu chiến từ châu Á vào châu Âu qua Volga và Ural thêm phức tạp.
Thông qua những cuộc chinh phục đó, nước Nga có thêm được một số lượng đáng kể người Tatar Hồi giáo và trở thành một quốc gia đa chủng tộc và đa tôn giáo. Cũng trong khoảng giai đoạn này, gia đình thương gia Stroganov đã thành lập một địa vị vững chắc tại Ural và tuyển mộ nhiều người Cossack Nga tới thực dân hoá Siberi.
Cuối thời kỳ cai trị của mình, Ivan đã chia đất nước làm hai. Ở vùng được gọi là oprichnina, những người theo Ivan tiến hành một loạt các cuộc thanh trừng đẫm máu nhắm vào giới quý tộc phong kiến (mà ông nghi ngờ có âm mưu bội phản sau sự phản bội của hoàng thân Kurbsky), đỉnh điểm là vụ Thảm sát Novgorod (1570). Việc này cộng với những tổn thất quân sự, bệnh dịch, mất mùa đã làm suy yếu nước Nga tới mức người Tatar Krym có thể vào cướp bóc các vùng trung tâm Nga và đốt cháy kinh đô Moskva (1571). Năm 1572, Ivan từ bỏ oprichnina.
Cuối triều đại Ivan IV, quân Ba Lan-Litva và quân Thuỵ Điển đã tiến hành can thiệp thành công vào Nga, tàn phá miền bắc và các vùng tây bắc nước này.

### Thời kỳ loạn lạc

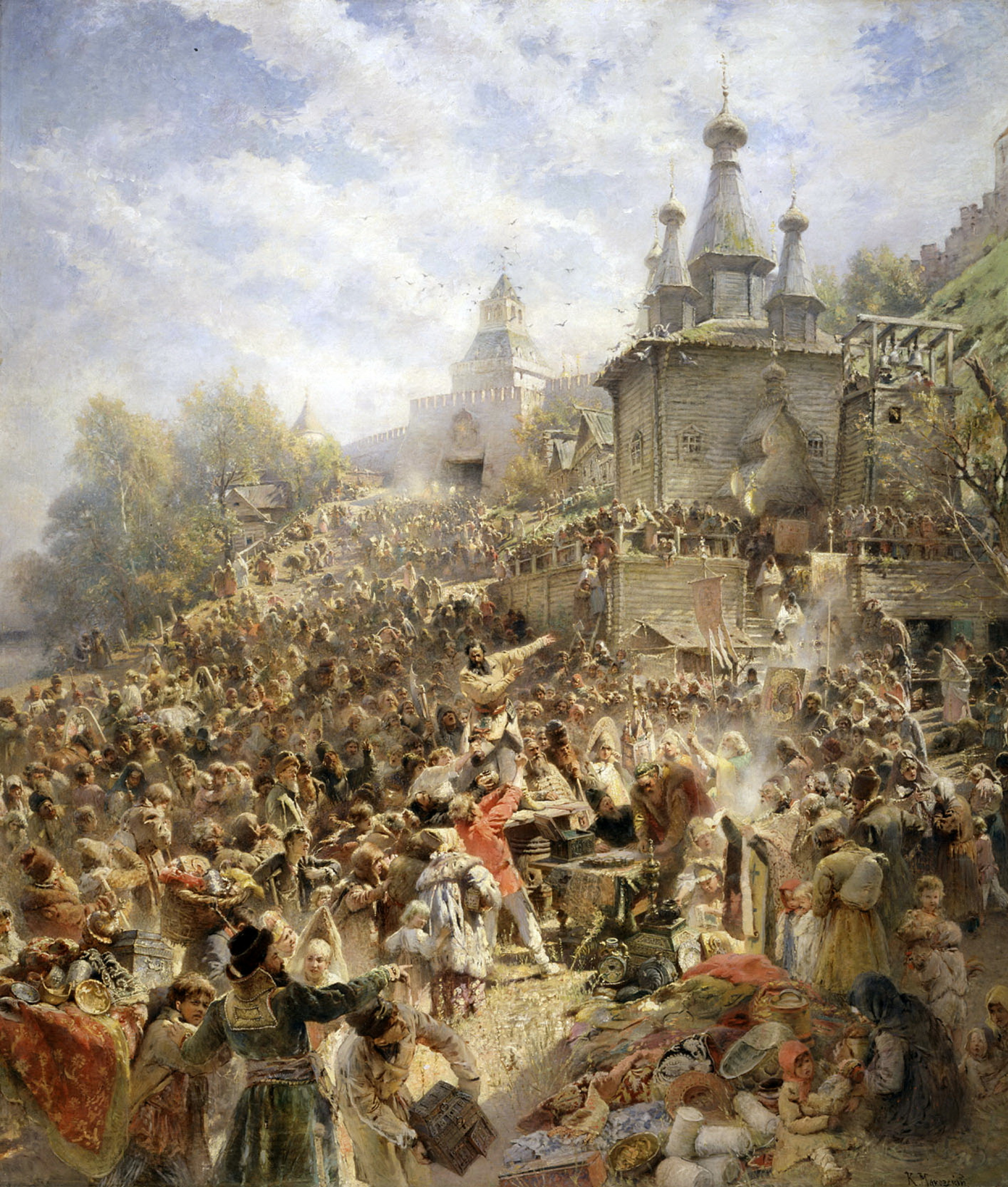
Kuzma Minin kêu gọi dân chúng Nizhny Novgorod tình nguyện gia nhập quân đội chống lại người Ba Lan.

Cái chết không người nối dõi của con trai Ivan Bạo chúa là Fyodor I kéo theo một giai đoạn nội chiến và can thiệp nước ngoài được gọi là "Thời kỳ loạn lạc" (1606–13). Các mùa đông lạnh giá (1601-1603) làm mùa màng thất bát dẫn tới nạn đói Nga 1601-1603 và làm gia tăng sự vô tổ chức trong xã hội. Thời kỳ cầm quyền của Boris Godunov chấm dứt trong tình trạng hỗn loạn, nội chiến cộng với sự xâm phạm từ nước ngoài, sự tàn phá nhiều thành phố và sự suy giảm dân số trong các khu vực nông thôn. Đất nước chao đảo vì sự hỗn loạn bên trong và nhiều cuộc can thiệp bên ngoài của Liên bang Ba Lan và Lietuva. Quân xâm lược tiến vào tới Moskva và đưa, ban đầu là kẻ mạo danh Dmitriy I giả và sau đó là Władysław IV Vasa - một Hoàng thân Ba Lan lên ngôi báu của nước Nga. Nhân dân Moskva phải nổi dậy đấu tranh, nhưng họ bị dập tắt một cách dã man và thành phố bị đốt cháy.
Cuộc khủng hoảng đã tạo nên tinh thần yêu nước chống lại quân xâm lược của toàn dân Moskva và vào mùa thu năm 1612, dưới sự chỉ huy của thương gia Kuzma M. Minin và Công tước Dmitry M. Pozharsky, quân đội tình nguyện đã đẩy lui ngoại bang ra khỏi kinh thành.
Vị thế quốc gia Nga đã sống sót qua "Thời kỳ loạn lạc" và sự cai trị yếu kém hoặc thối nát của các Sa hoàng nhờ sức mạnh của các quan lại trung tâm của chính quyền. Các chức năng của chính quyền vẫn hoạt động, dù dưới bất kỳ vị vua nào hay các phe phái nào kiểm soát ngôi báu. Tuy nhiên, "Thời kỳ loạn lạc" do sự khủng hoảng triều đại gây ra đã khiến nước Nga mất nhiều lãnh thổ vào tay Liên bang Ba Lan và Lietuva trong cuộc chiến tranh Nga-Ba Lan. Không những thế, vua Thụy Điển là Gustav II Adolf đã lợi dụng "Thời kỳ loạn lạc" mà phát binh chinh phạt nước Nga và giành chiến thắng lừng lẫy trong cuộc chiến tranh Ingria:
| “                 | Từ nay về sau, nước Nga chẳng bao giờ còn dám vượt qua khuôn phép nữa! | ” |
| — Gustav II Adolf |                                                                        |   |

### Dòng họ Romanov lên ngôi

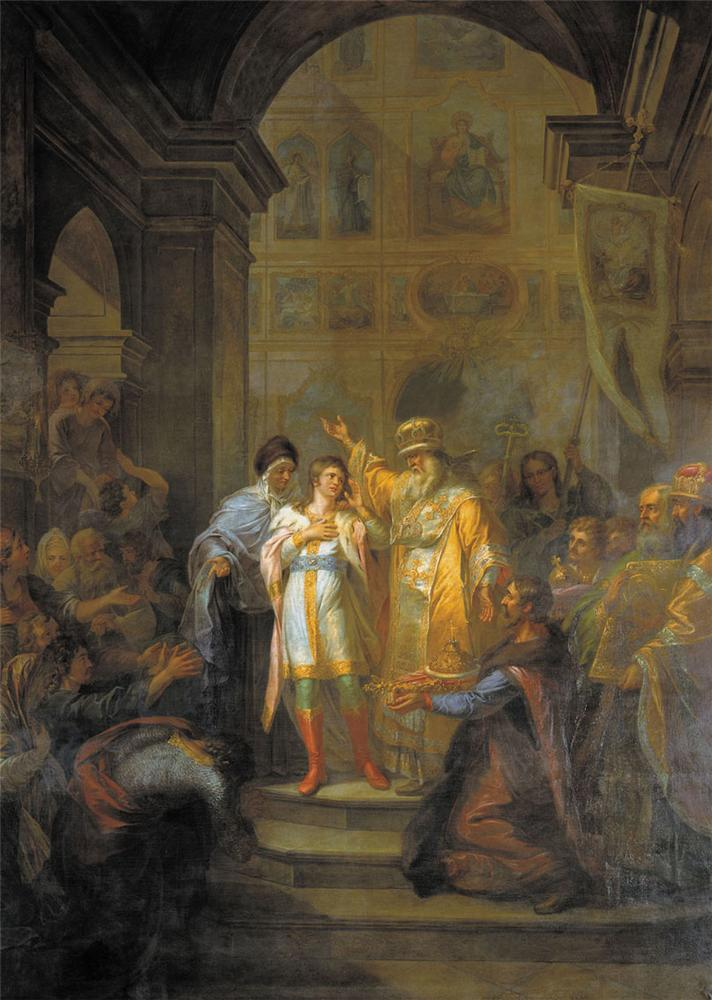
Bầu Mikhail Romanov 16 tuổi lên làm Sa hoàng đầu tiên của nhà Romanov

Tháng 2 năm 1613, khi sự hỗn loạn đã chấm dứt và người Ba Lan đã bị đẩy lui khỏi Moskva, một đại hội đồng, gồm các đại diện từ năm mươi thành phố và thậm chí cả một số nông dân đã bầu Mikhail Romanov, con trai của đại giáo chủ Filaret, lên ngôi báu. Nhà Romanov cai trị nước Nga tới tận năm 1917.
Nhiệm vụ trước mắt của triều đại mới là tái lập hoà bình. May cho Moskva, những kẻ thù chính của họ là Liên bang Ba Lan và Lietuva và Thuỵ Điển đang lao vào những cuộc xung đột với nhau, đưa lại cho nước Nga cơ hội tái lập hoà bình với vua Thuỵ Điển năm 1617 và ký một hiệp ước hoà bình với Liên bang Ba Lan và Lietuva vào năm 1619. Theo Hiệp định Stolbova, Sa hoàng Mikhail I nhường cho vua Gustav II Adolf hai vùng Carelia và Ingria. Từ đó, nước Nga mất lối ra biển Baltic. Việc thu hồi những lãnh thổ đã mất bắt đầu từ giữa thế kỷ 17 khi cuộc nổi dậy Chmielnicki tại Ukraina chống lại quyền cai trị Ba Lan đưa tới Hiệp ước Pereyaslav được ký kết giữa Nga và người Cossack Ukraina.

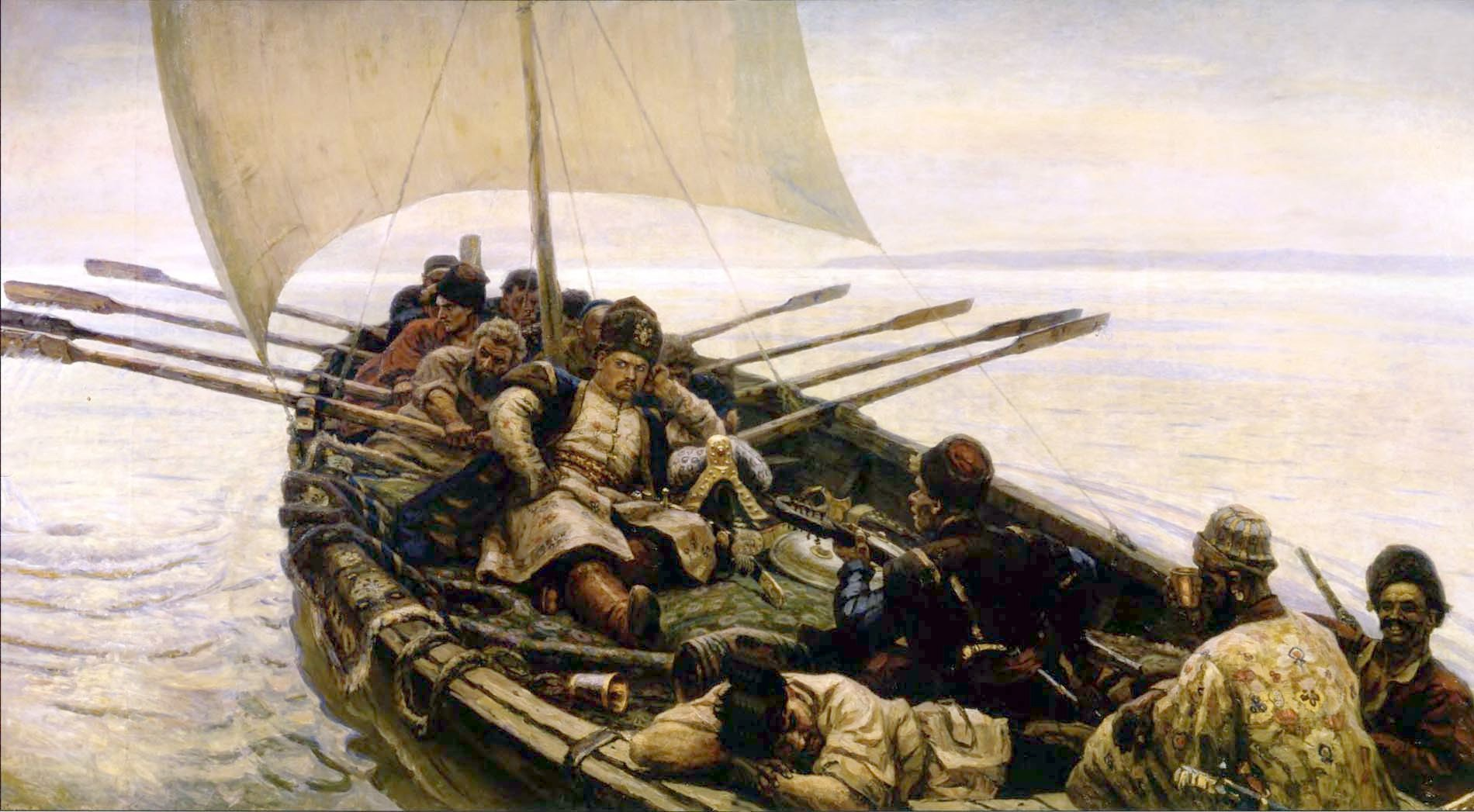
Stenka Timofeyevich Razin đi thuyền trên biển Caspi.

Theo hiệp ước, Nga đảm bảo quyền bảo hộ cho nhà nước Cossack ở Ukraina tả ngạn, trước kia thuộc quyền kiểm soát của Ba Lan. Việc này đã gây ra một cuộc Chiến tranh Nga-Ba Lan kéo dài dẫn tới Hiệp ước Andrusovo (1667) theo đó Ba Lan chấp nhận mất Ukraina tả ngạn, Kiev và Smolensk.
Thay vì tiếp tục đối mặt với nguy cơ mất tài sản trong các cuộc nội chiến, các đại quý tộc hay boyar đã liên kết với những vị Sa hoàng đầu tiên của nhà Romanov, cho phép họ hoàn tất việc thiết lập chính quyền quan lại trung ương. Như vậy, nhà nước yêu cầu sự hợp tác của cả giới quý tộc cũ và mới, chủ yếu trong quân đội. Đổi lại các Sa hoàng cho phép giới quý tộc hoàn tất quá trình nông nô hoá giới nông dân.

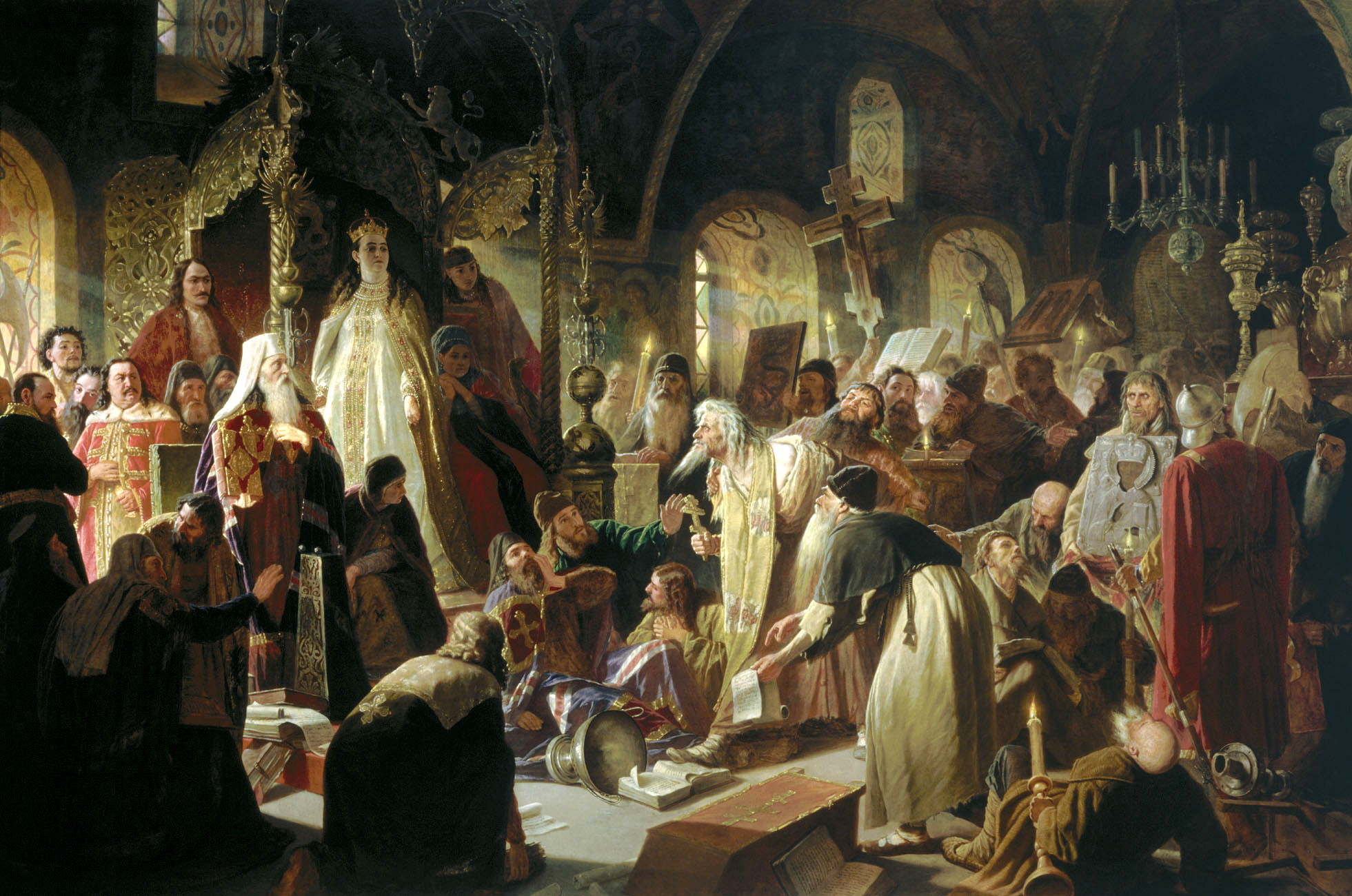
Cuộc cải cách Giáo hội của đại giáo chủ Nikon đã gây ra sự li giáo trong Giáo hội Chính giáo Nga và sự xuất hiện Những người theo đức tin cũ.

Trong thế kỷ trước đó, nhà nước đã dần tước đoạt các quyền di chuyển theo các chúa đất khác nhau của nông dân. Khi nhà nước đã hoàn toàn thừa nhận chế độ nông nô, các nông dân bỏ trốn trở thành những kẻ bị quốc gia truy nã, và quyền của các chúa đất với các nông dân "gắn liền" với đất đai của họ đã hầu như hoàn tất. Cùng nhau, nhà nước và giới quý tộc đặt ra các gánh nặng thuế khoá lên người nông dân, vào giữa thế kỷ 17 đã tăng gấp 100 lần so với thế kỷ trước đó. Ngoài ra, các thương nhân, thợ thủ công thành thị trung lưu, cũng phải chịu các khoản thuế, và giống như nông nô, họ cũng bị cấm chuyển chỗ ở. Tất cả thành phần xã hội đều phải thực hiện nghĩa vụ quân sự và phải chịu các khoản thuế đặc biệt.
Dưới những hoàn cảnh như vậy, sự xuất hiện của những nông dân bất tuân pháp luật là không thể tránh khỏi; thậm chí các công dân Moskva cũng đã nổi dậy chống lại triều đình Romanov trong cuộc nổi loạn Muối (1648), cuộc nổi loạn Đồng (1662) và cuộc nổi dậy Moskva (1682) vượt xa cuộc nổi dậy nông dân lớn nhất thế kỷ 17 ở châu Âu nổ ra năm 1667. Khi những người định cư tự do ở phía nam nước Nga, người Cossack, nổi dậy chống lại sự tập quyền trung ương ngày càng tăng của nhà nước, các nông nô bỏ trốn khỏi các lãnh chúa và gia nhập những người nổi dậy. Thủ lĩnh người Cossack là Stenka Timofeyevich Razin dẫn những người theo mình ngược sông Volga, xúi giục các cuộc nổi dậy nông dân và thay thế các chính quyền địa phương bằng bộ máy Cossack. Cuối cùng quân đội Sa hoàng đã tiêu diệt các lực lượng của ông năm 1670; một năm sau Stenka bị bắt và bị chém đầu. Tuy thế, chưa tới nửa thế kỷ sau, tình trạng căng thẳng do những cuộc viễn chinh quân sự mang lại đã tạo ra một nổi loạn tại Astrakhan, cuối cùng cũng bị dập tắt.

## Đế quốc Nga

### Pyotr Đại đế

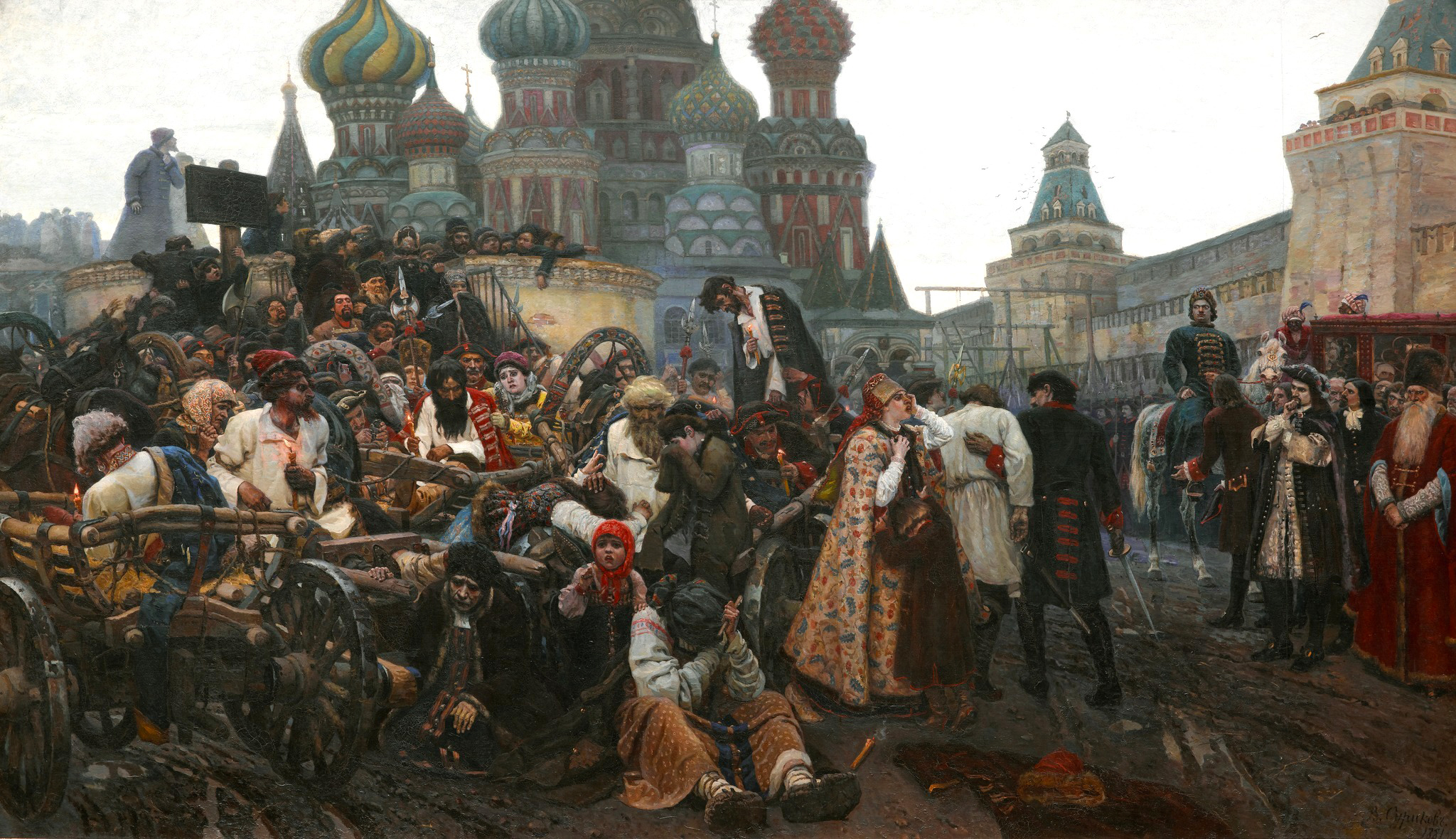
Sa hoàng Pyotr I giải tán đội Cấm vệ quân streltzi cũ; hàng nghìn lính streltzi đã bị tử hình sau vụ binh biến của họ.

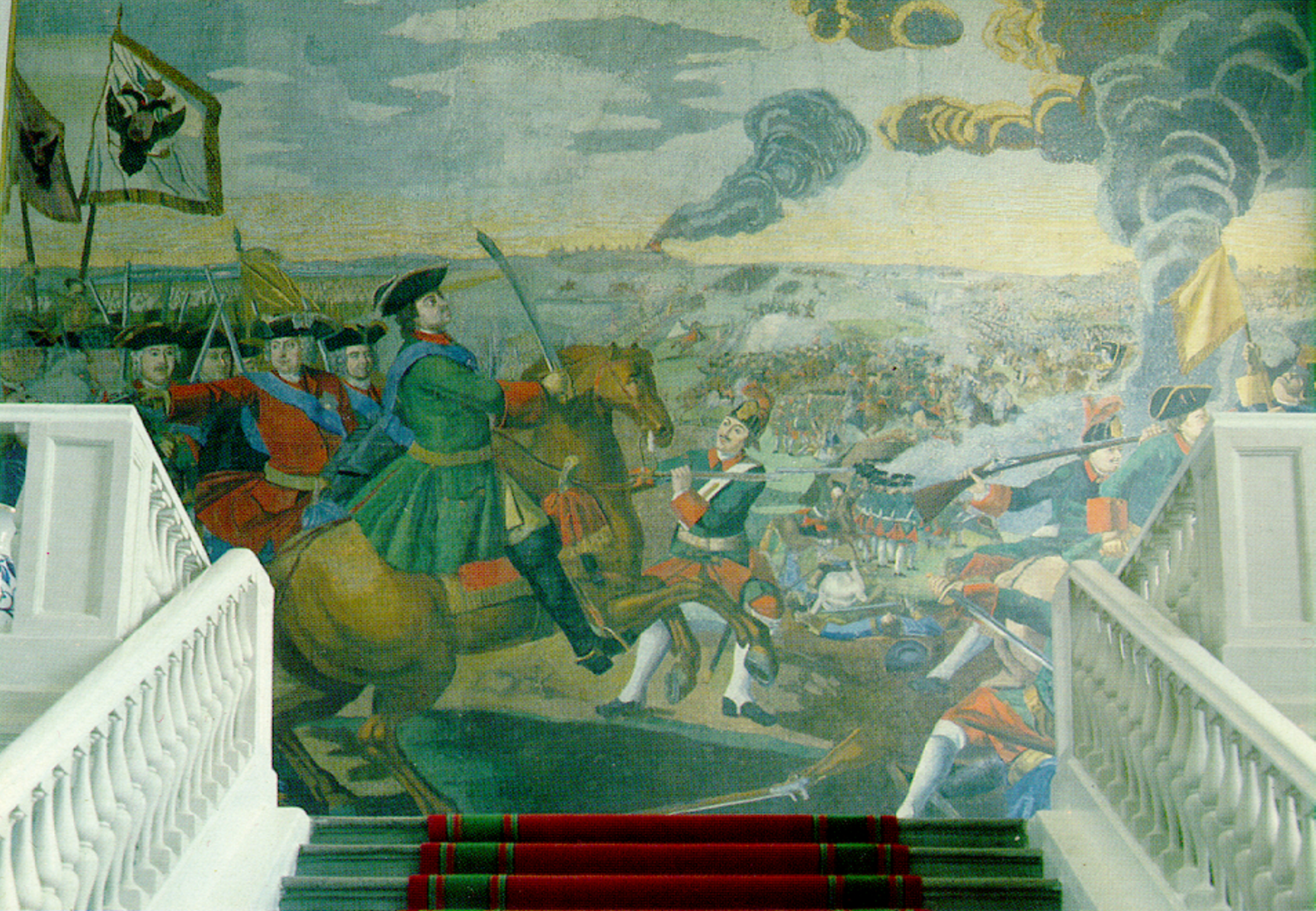
Pyotr Đại đế thân chinh thống lĩnh Quân đội Nga tại trận Poltava.

Sa hoàng Pyotr I Đại đế (1672–1725), đã đưa chế độ quân chủ chuyên quyền vào nước Nga và đóng vai trò chủ chốt trong việc đưa đất nước mình vào hệ thống quốc gia châu Âu. Ông ngưỡng mộ vị Tuyển hầu tước vĩ đại của xứ Phổ - Brandenburg là Friedrich Wilhelm I và cũng học hỏi những cải cách của ông này. Từ sự khởi đầu bé nhỏ hồi thế kỷ 14 chỉ với Công quốc Moskva, nước Nga đã trở thành quốc gia lớn nhất thế giới ở thời Pyotr. Lớn gấp ba lần lục địa châu Âu, nước Nga trải dài trên đại lục Á-Âu từ biển Baltic tới Thái Bình Dương. Đa phần lãnh thổ được mở rộng trong thế kỷ 17, lên tới đỉnh điểm khi những người Nga đầu tiên tới định cư ở Thái Bình Dương giữa thế kỷ 17, việc tái chinh phục Kiev và sự hoà bình hoá các bộ tộc Siberi. Tuy nhiên, vùng đất rộng lớn này chỉ có dân số 14 triệu người. Các cánh đồng lúa mì kém xa so với nông nghiệp ở phương Tây (điều này có thể một phần vì điều kiện khí hậu khắc nghiệt, đặc biệt là những mùa đông dài và thời gian trồng cấy ngắn khiến hầu hết dân cư phải làm nông nghiệp. Chỉ một phần nhỏ dân cư sống ở các thị trấn. Nước Nga vẫn bị cô lập với con đường thương mại trên biển; thương mại và giao thông, sản xuất nội địa phụ thuộc vào các thay đổi theo mùa.
Các nỗ lực quân sự đầu tiên của Nga hoàng Pyotr là chiến đấu chống lại người Thổ Nhĩ Kỳ Ottoman, chiếm được thị trấn Azov. Sau đó ông quay sự chú ý sang phía bắc. Pyotr vẫn thiếu một cảng biển vững chắc ở phía bắc, ngoại trừ Arkhangelsk trên biển Trắng, nơi các cảng bị đóng băng chín tháng mỗi năm. Lối vào biển Baltic bị Thụy Điển phong toả, lãnh thổ nước này bao bọc nó từ cả ba phía. Các tham vọng của Pyotr về một "cánh cửa ra biển" đã khiến ông lập một liên minh bí mật năm 1699 với Liên bang Ba Lan và Lietuva và Đan Mạch chống Thụy Điển dẫn tới cuộc Đại chiến Bắc Âu. Sau khi ông đại bại trước quân Thụy Điển trong trận Narva vào tháng 11 năm 1700, vào năm 1708 vua Thụy Điển là Karl XII tiến hành chinh phạt nước Nga. Quân đội Nga đã đánh tan quân Thụy Điển trong trận Lesnaya vào năm đó; năm sau, Quân đội Nga lại tạo một bước ngoặt khi giành chiến thắng lừng lẫy trước quân Thụy Điển trong trận Poltava (1709).
Nhưng vào tháng 12 năm 1710, ông lại lâm chiến với Đế quốc Ottoman: quân Ottoman đông đảo hơn đã đại phá liên quân Nga - Moldavia trong trận chiến sông Pruth, và hậu quả của thất bại này là nước Nga mất thị trấn Azov. Mặt khác, Quân đội Nga vẫn liên tục đánh bại quân Thụy Điển trên chiến trường phương Bắc: Hải quân Thụy Điển mất uy thế trên vùng biển Baltic, và vua Karl XII chết vào năm 1718, rồi đến năm 1721, cuộc chiến tranh tàn khốc mới kết thúc khi nước Thụy Điển kiệt quệ chịu thua và tìm kiếm hoà bình với Nga Sa hoàng. Pyotr đòi hỏi bốn tỉnh nằm ở phía nam và phía đông vịnh Phần Lan, và nhờ thế có được đường ra biển. Tại đó, vào năm 1703, ông lập ra thành phố sẽ thành kinh đô mới của nước Nga, Sankt Peterburg, như một "cánh cửa vào châu Âu" để thay thế kinh thành Moskva - từng là trung tâm văn hoá Nga từ lâu. Trong khi Nga hoàng Pyotr Đại Đế đưa đất nước lên thành cường quốc thì nước Ba Lan láng giềng lại suy yếu. Sự can thiệp của Nga vào Liên bang Ba Lan và Lietuva, cùng với Nghị viện câm lặng, đánh dấu sự khởi đầu 200 năm đô hộ vùng này của Đế quốc Nga. Trong lễ mừng công thắng lợi của các cuộc chinh phục, Pyotr lấy danh hiệu "Hoàng đế và Sa hoàng", và nước Nga Sa hoàng chính thức trở thành Đế quốc Nga năm 1721.
Nga hoàng Pyotr I tái tổ chức chính quyền của mình theo các mô hình phương Tây, biến nước Nga trở thành một nhà nước chuyên chế. Ông thay thế Duma boyar (cộng đồng quý tộc) cũ bằng một nghị viện chín thành viên, đưa vào hoạt động một hội đồng nhà nước tối cao. Vùng nông thôn được chia thành các tỉnh và huyện mới. Pyotr nói với nghị viện rằng nhiệm vụ của họ là thu thuế. Đổi lại nguồn thu thuế đã tăng lên gấp ba trong thời gian cai trị của ông. Như một phần cuộc cải cách chính quyền, Giáo hội Chính Thống giáo được sáp nhập một phần vào cơ cấu hành chính quốc gia, để trở thành một công cụ của nhà nước. Pyotr bãi bỏ chế độ giáo trưởng và thay thế nó bằng một thể chế tập thể, hội đồng tôn giáo thần thánh, được lãnh đạo bởi một quan chức do chính quyền bổ nhiệm. Trong lúc ấy, tất cả dấu vết của một chính quyền tự quản địa phương đều bị xoá bỏ, và Pyotr vẫn tiếp tục và tăng cường các yêu cầu của những người tiền nhiệm về sự phục vụ nhà nước đối với mọi quý tộc.
Pyotr Đại đế qua đời năm 1725, để lại một triều đại kiệt lực và chưa có người thừa kế. Thời kỳ cầm quyền của ông đã làm dấy lên những câu hỏi về tình trạng lạc hậu của nước Nga, quan hệ của nước này với phương Tây, sự cần thiết phải tiến hành cải cách và các vấn đề nền tảng khác đã gây ra nhiều khó khăn với các hoàng đế sau này. Tuy thế, ông là vị Hoàng đế đã đặt ra những nền móng của một nhà nước hiện đại tại Nga. Sau này, cố lãnh tụ Liên Xô I. V. Stalin đã xem ông là một vị anh hùng.

### Cai trị Đế quốc (1725–1825)
Sau Nga hoàng Pyotr Đại Đế là những triều đại chẳng mấy nổi bật của Nữ hoàng Ekaterina I và Pyotr II. Sau họ, Nữ hoàng Anna trị vì từ năm 1730 cho đến năm 1740, khi đó nước Nga tham chiến trong cuộc Chiến tranh Kế vị Ba Lan (1733) và gặt hái thắng lợi. Từ năm 1736 cho đến năm 1739, Quân đội Nga họp binh với quân Áo, lâm chiến với Đế quốc Thổ Nhĩ Kỳ Ottoman dưới thời Sultan Mahmud I. Vào năm 1736, quân Nga chiếm được pháo đài Azov. Nhưng quân Thổ Nhĩ Kỳ giành nhiều chiến thắng trước liên quân Nga - Áo vào năm 1737. Quân Áo, do sợ Quân đội Nga hoàng sẽ gây phương hại cho họ qua việc gặt hái nhiều thắng lợi, đã ký kết Hòa ước Beograd vào năm 1739, nhượng lại tất cả những vùng đất mà họ từng chiếm từ tay quân Thổ Nhĩ Kỳ. Cùng năm đó, Đế quốc Ottoman cũng giữ lấy được pháo đài Azov, người Nga phải rút mọi chiến thuyền và tàu buôn ra khỏi Biển Đen, đồng thời phải rút quân khỏi xứ Wallachia. Trong giai đoạn 1725 - 1741, nền quân sự nước Nga chứng kiến một vị Nguyên soái tài năng là Burkhard Christoph von Münnich, ông đã lập nên nhiều chiến công. Sau khi Nữ hoàng Anna qua đời vào năm 1740, một người họ hàng của bà là ấu chúa Ivan VI lên nối ngôi. Nhưng Công chúa Elizaveta Petrovna - con gái của Nga hoàng Pyotr Đại Đế - soán ngôi, lên làm Nữ hoàng. Vào năm 1743, Quân đội Nga đánh tan tác quân Thụy Điển.
| “ | Tôi lạy ngài, ngài hãy nói cho tôi nghe tại sao ngài lại nảy ra ý định viết về những con chó sói và gấu vùng Xibia đó?... Tôi khó có thể chịu nổi cái tư tưởng là bọn chúng cùng chung sống trên một bán cầu với tôi và ngài. | ” |
| — Thư vua Friedrich II Đại Đế gửi đại văn hào Voltaire, khi ông nghĩ đến việc viết tiểu sử của Pyotr Đại Đế. Cho thấy sự kinh sợ người Nga của nhà vua. | |   |

Từ năm 1740 cho đến năm 1786, có vua Friedrich II Đại Đế (tức Friedrich Độc Đáo) dấy lên, xây dựng Vương quốc Phổ cường thịnh. Ông là một vị vua lớn của Vương triều Hohenzollern. Một loạt chiến thắng oanh liệt của quân Phổ trong hai cuộc chiến tranh Silesia đã gây cho Triều đình Nga hoang mang lo sợ. Nữ hoàng Elizaveta Petrovna đã tham chiến trong liên quân Áo - Pháp chống Phổ trong cuộc Chiến tranh Bảy năm vào năm 1756. Không những thế, quân Thụy Điển cũng tham gia liên quân chống Phổ. Quân Nga chiếm được vùng Đông Phổ vào năm 1758, và nếu liên quân chống Phổ thắng lợi thì cả Vương quốc Phổ sẽ bị tiêu diệt. Trong trận đánh ác liệt tại Kunersdorf (1759), nhà vua nước Phổ suýt bị quân Cossack Nga bắt sống, nhưng được quân sĩ Phổ cứu vãn. Để bảo vệ đất nước, toàn quân và dân Phổ đã đấu tranh quyết liệt và gặt hái chiến thắng dưới sự thống lĩnh xuất sắc của vua Friedrich II Đại Đế, trong khi đó Nữ hoàng Elizaveta Petrovna lại lâm trọng bệnh, và sẽ chết lúc nào không hay. Quả nhiên, vào năm 1762, bà mất, Đại Công tước Pyotr lên nối ngôi, tức Nga hoàng Pyotr III. Do rất ngưỡng mộ vua Friedrich II Đại Đế nên ông quyết định rút khỏi liên quân Pháp - Áo - Thụy Điển, mà thiết lập liên minh Nga - Phổ.

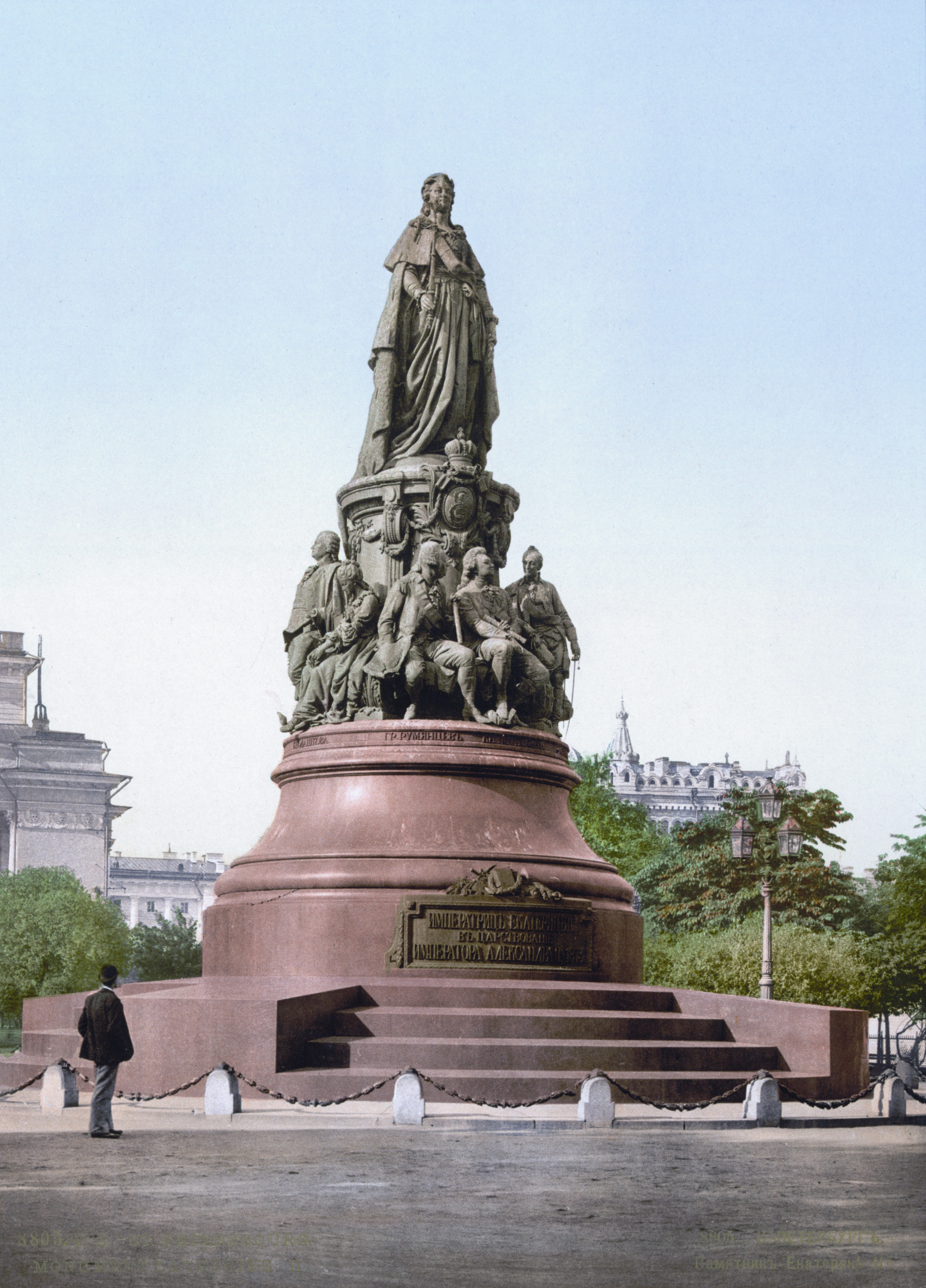
Tượng đài Ekaterina II tại Sankt Peterburg.

Nguyên soái Zakhar Grigoryevich Chernyshov kéo quân đến đón chào vua Friedrich II Đại Đế và trao tặng ông Huy chương Thánh Anđrê. Nga hoàng Pyotr III sống không được lâu: Nhận thấy ông không có khả năng, vợ ông là Ekaterina - nguyên là một Công nương người Đức - đã ưng thuận cho ám sát ông. Tin tức thông báo rằng ông bị chết vì "chứng ngập máu", và vào năm 1762 bà lên ngôi Nữ hoàng đế, tức Ekaterina II của Nga. Bà xé bỏ liên quân Nga - Phổ, thậm chí còn chuẩn bị tái chiến với nước Phổ, nhưng rồi bà lại đổi ý tôn trọng nền hòa bình với nước Phổ. Sau đó, liên quân chống Phổ lần lượt tan rã. Tuy những ý đồ xâm lược nước Phổ của Nữ hoàng Elizaveta Petrovna thất bại hoàn toàn, tuy nhiên nước Nga đã có được danh tiếng lớn trong cuộc Chiến tranh Bảy năm. Cũng giống như Nga hoàng Pyotr Đại Đế, Nữ hoàng Ekaterina cũng được gọi là "Ekaterina Đại Đế", cũng khỏe mạnh khác thường, vô cùng năng nổ và còn quyết đoán nữa. Bà đã góp phần vào sự hồi sinh của giới quý tộc Nga đã bắt đầu sau khi vua Pyotr Đại đế qua đời. Chế độ phục vụ nhà nước bắt buộc bị huỷ bỏ, và Ekaterina còn tạo điều kiện thuận lợi nữa cho giới quý tộc bằng cách chuyển hầu hết các chức năng chính quyền tại các tỉnh cho họ.
Ekaterina Đại đế đã mở rộng quyền kiểm soát chính trị của nước Nga đối với Liên bang Ba Lan và Lietuva thông qua nhiều hành động, bao gồm cả việc ủng hộ Liên minh Targowica, dù cái giá của các cuộc vận động của bà, phía trên hệ thống trấn áp xã hội đòi hỏi các nông nô phải dành toàn bộ cuộc đời làm việc trên các mảnh đất của lãnh chúa, gây ra một cuộc nổi dậy nông dân lớn năm 1773, sau khi Ekaterina hợp pháp hoá việc bán nông nô tách biệt khỏi ruộng đất. Với lời kêu gọi mạnh mẽ "Treo cổ tất cả các lãnh chúa!", một thủ lĩnh người Cossack là Yemyelyan Ivanovich Pugachyov đã tuyên bố ông trả thù cho Nga hoàng Pyotr III, đồng thời các thủ lĩnh tiêu biểu của quân nổi dậy đặt tên họ theo những viên quan lớn trong Triều đình Nga. Đây là một thách thức lớn đối với Nữ hoàng Ekaterina II, quân nổi dậy đe doạ chiếm Moskva trước khi cuộc khởi nghĩa của họ bị dập tắt dữ dội. Ekaterina II bắt được Pugachev và treo cổ ông trên Quảng trường Đỏ, nhưng bóng ma cánh mạng vẫn tiếp tục theo đuổi bà và những vị vua nối nghiệp.
Đến cả vua Friedrich II Đại Đế cũng lo sợ trước sự phát triển hùng mạnh của nước Nga, sau những trận đánh ác liệt tại Zorndorf và Kunersdorf trong cuộc Chiến tranh Bảy năm vừa qua. Với chính sách tài tình của Triều đình Phổ, ông đã đẩy lui được mối đe dọa từ nước Nga hùng mạnh. Vào năm 1769, ông nói với em trai của mình là Hoàng tử Heinrich rằng Đế quốc của Nữ hoàng Ekaterina II của Nga là một "Đế quốc khủng khiếp, sẽ làm cho cả châu Âu phải run sợ". Thật vậy, từ năm 1768, Nữ hoàng Ekaterina II đã thành công trong việc phát động một cuộc chiến chống lại đế quốc Thổ Nhĩ Kỳ Ottoman đang suy tàn và mở rộng lãnh thổ phía nam nước Nga tới biển Đen. Thời này nước Nga có Nguyên soái Pyotr Aleksandrovich Rumyantsev lập nhiều chiến công hiển hách, gây ấn tượng không nhỏ đến Tây Âu. Cũng như vua Friedrich II Đại Đế nước Phổ, ông rất được lòng toàn quân. Vào năm 1774, sau một loạt chiến bại thảm hại của quân Thổ Nhĩ Kỳ Ottoman, nước Nga ký kết Hiệp ước Hòa bình với Thổ Nhĩ Kỳ: theo đó, Nga hoàng có quyền xây nên và bảo hộ Nhà thờ Chính Thống giáo ngay tại kinh đô Constantinopolis của Đế quốc Thổ Nhĩ Kỳ Ottoman. Không những thế, Hãn quốc Krym độc lập không còn là một chư hầu của Đế quốc Thổ Nhĩ Kỳ nữa, nhưng Sultan Thổ trở thành vị Khalip của các tín đồ Hồi giáo xứ Krym. Nhưng vào năm 1780, Nữ hoàng còn nghĩ đến việc "giải phóng" thành Constantinopolis và biến nó thành một kinh đô mới của bà.
Trong cuộc chiến tranh giữa Sultan Thổ Nhĩ Kỳ Ottoman và Nữ hoàng Ekaterina II Đại Đế từ năm 1787 cho đến năm 1792, quân Thổ Nhĩ Kỳ lại bại trận, và xứ Krym chính thức rơi vào tay Đế quốc Nga. Dù vậy, đây cũng là một cuộc chiến tranh đắt đỏ. Vào năm 1764, nước Nga thiết lập liên minh với nước Phổ của vua Friedrich II Đại Đế. Sau đó, bà cùng với các vua chúa Phổ và Áo sáp nhập các lãnh thổ của Liên bang Ba Lan và Lietuva: tại nơi đây, sau một thế kỷ chịu xiềng xích nô dịch của Nga hoàng, dân cư phi Công giáo La Mã chủ yếu là Chính Thống giáo đã chiếm ưu thế) trong thời gian Phân chia Ba Lan, đẩy biên giới của Nga về phía tây tới Trung Âu. Với cuộc chia cắt Ba Lan lần thứ nhất vào năm 1772, Nữ hoàng Ekaterina II đã biến nước Nga thành một trong những cường quốc của châu Âu.

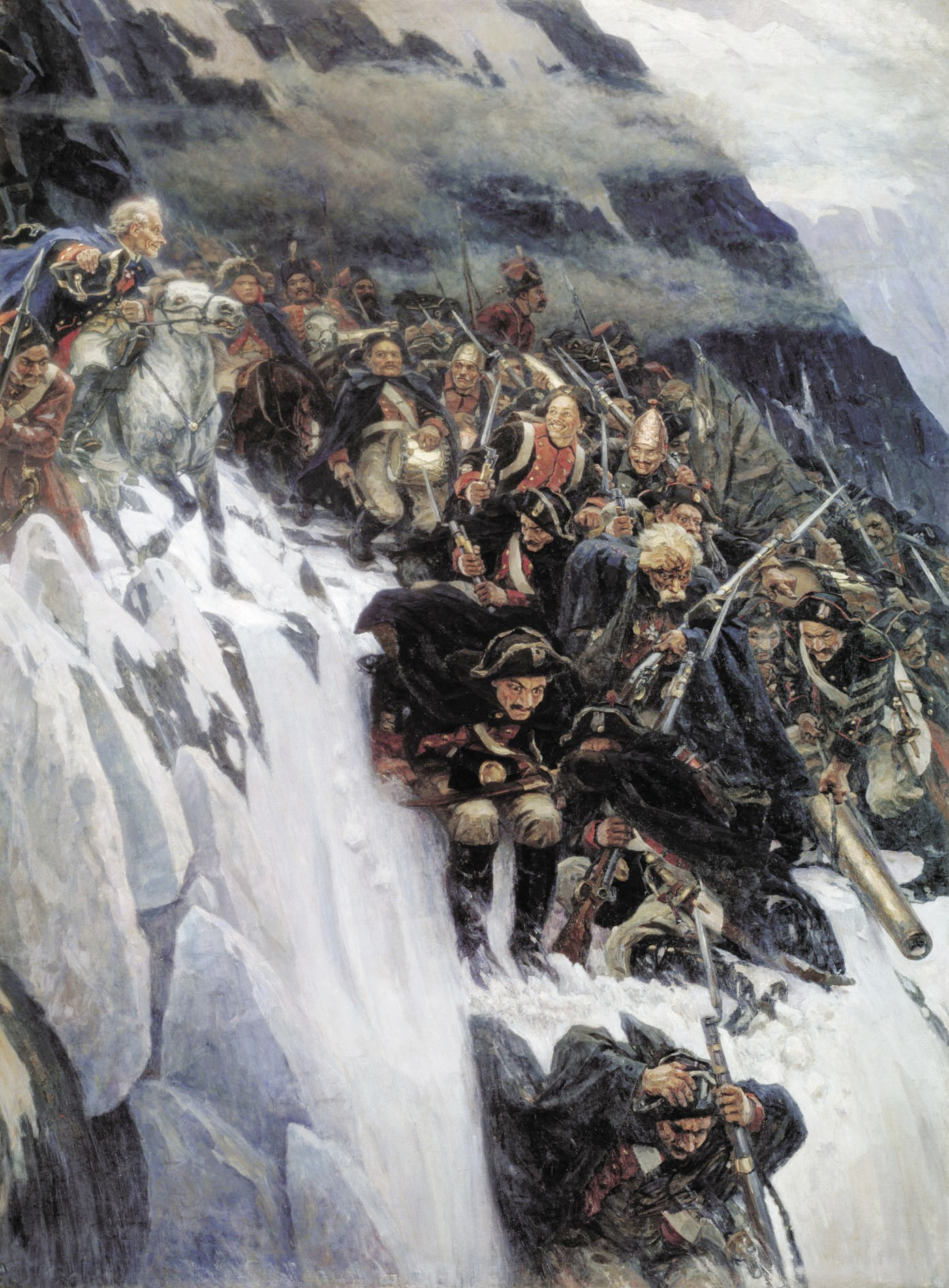
Quân đội Nga của Đại nguyên soái Suvorov vượt dãy Anpơ năm 1799.

Cuộc rút lui khỏi Moskva của Napoléon Bonaparte.

Liên minh Nga - Phổ cũng tan rã vào năm 1781, nhưng Triều đình vua Friedrich II Đại Đế vẫn giữ được uy thế của đất nước trên chính trường nhờ có một lực lượng Quân đội Phổ tinh nhuệ. Sau khi ông qua đời vào năm 1786, Nữ hoàng Ekaterina II tiếp tục tiến hành phân chinh Ba Lan thêm hai lần nữa với cháu của ông là vua Friedrich Wilhelm II vào các năm 1793 và 1795. Vào năm 1799, trước sự trỗi dậy của Pháp, Nga hoàng Pavel I triệu vị Nguyên soái xuất sắc là Aleksandr Vasilyevich Suvorov họp binh với nước Áo đánh đuổi quân Pháp tại Ý. Ông quyết định phaỉ giải phong Ý khỏi tay bọn địch, và thoạt đầu ông quét sạch quân Pháp ra khỏi Milan. Tiếp theo đó, quân địch cũng sạch bóng tại Torino trước sức tấn công của Suvorov và ba quân. Khi địch toan cô lập quân Áo tại sông Trebbia, Suvorov kéo đại binh đến đó diệt sạch quân Pháp. Nhưng tiếc thay, tại Thụy Sĩ liên quân Nga - Áo bị quân Pháp đánh bại, do đó Suvorov phải kéo đại binh tinh nhuệ đến đó để tiêu diệt bọn địch. Quân Pháp ráo riết vây hãm, Suvorov chặn đứng được bước tiến của địch và an toàn rút quân trở về. Công cuộc mở mang nước Nga được vua Aleksandr I tiếp tục với việc tranh giành Phần Lan từ vương quốc Thụy Điển đang suy yếu năm 1809 và Bessarabia từ đế quốc Ottoman năm 1812. Sau một cuộc tranh cãi với Hoàng đế Aleksandr I, Napoléon đã mắc một sai lầm nghiêm trọng khi ông tuyên chiến với Nga và tiến hành cuộc xâm lược Nga năm 1812. Chiến dịch này là một thảm hoạ. Không thể đánh bại các đội quân thường trực của Nga, Napoléon tìm cách buộc hoàng đế Nga đầu hàng bằng cách chiếm Moskva ngay trước mùa đông. Mục đích này không đạt được. Không được chuẩn bị cho cuộc chiến trong giá lạnh mùa đông Nga, hàng nghìn quân Pháp bị các chiến binh du kích Nga phục kích và tiêu diệt. Khi các lực lượng của Napoléon rút lui, quân Nga truy đổi họ tới Trung và Tây Âu và tới các cổng thành Paris. Trong khi năm xưa Nga hoàng Aleksei I (m. năm 1676) rất ít được biết đến tại cung đình Versailles của vua Louis XIV, thì nay Nga hoàng Aleksandr I đã chiến thắng tiến vào kinh thành Paris.
Sau khi Nga và các đồng minh đánh bại Napoléon, Aleksandr bắt đầu được biết đến như là 'người cứu vãn châu Âu', và ông là chủ tọa trong việc vẽ lại bản đồ châu Âu tại Hội nghị Viên (1815), trong đó biến Aleksandr thành vua của Vương quốc Lập hiến Ba Lan. Dù Đế quốc Nga sẽ đóng một vai trò chính trị hàng đầu trong thế kỷ tiếp sau và trở thành một "tên sem đầm của châu Âu" bất khả chiến bại, nhờ thắng lợi trước quân Pháp của Napoléon, nó vẫn duy trì chế độ nông nô và không để kinh tế phát triển ở bất kỳ mức độ nào. Khi tốc độ tăng trưởng kinh tế ở Tây Âu gia tăng trong cuộc Cách mạng Công nghiệp, thương mại trên biển và việc khai thác các thuộc địa đã bắt đầu ở nửa sau thế kỷ 18, nước Nga bắt đầu tụt lùi xa phía sau, tạo ra các vấn đề mới cho đế chế với tư cách một cường quốc.

### Đế quốc Nga sau cuộc Nổi dậy tháng Chạp (1825–1917)

#### Nikolai I và cuộc Nổi dậy tháng Chạp

Người nổi dậy tại Quảng trường nghị viện.

Sức mạnh cường quốc của Nga sút giảm vì tính kém hiệu quả của chính quyền, sự cô lập của dân cư, và sự tụt hậu kinh tế. Sau khi đánh bại quân Napoléon, vua Aleksandr I muốn thảo luận các cuộc cải cách hiến pháp, và dù một ít biện pháp đã được đưa ra, không có thay đổi thật sự nào diễn ra.
Em trai của Hoàng đế Aleksandr I là Nikolai I (1825–1855) lên nối ngôi anh và ngay từ buổi đầu cầm quyền đã phải đương đầu với một cuộc nổi dậy. Nguyên nhân của cuộc nổi loạn này bắt nguồn từ các cuộc chiến tranh Napoléon, khi một số sĩ quan có học thức của Nga đến châu Âu trong các chiến dịch quân sự, nơi họ học được chủ nghĩa tự do Tây Âu và muốn có sự thay đổi với chế độ chuyên chế Nga. Kết quả là cuộc Nổi dậy tháng Chạp (tháng 12 năm 1825), một nhóm nhỏ quý tộc và sĩ quan quân đội theo đường lối tự do muốn đưa em Nikolai I lên làm một vị hoàng đế lập hiến. Nhưng cuộc nổi dậy đã bị dập tắt dễ dàng, khiến Nikolai I quay lưng lại với chương trình Tây phương hóa đã khởi đầu từ thời vua Pyotr Đại đế và đề cao châm ngôn "Chuyên chế, Chính Thống giáo, và Quốc gia."
Những thập kỷ đầu thế kỷ 19, nước Nga mở rộng tới Nam Kavkaz và các cao nguyên Bắc Kavkaz. Vào năm 1831, vua Nikolai I dẹp tan cuộc một cuộc khởi nghĩa lớn tại Vương quốc Lập hiến Ba Lan; tiếp sau đó, là một cuộc khởi nghĩa lớn khác của người Ba Lan và người Litva vào năm 1863, bị vua Aleksandr II tiến hành đàn áp.

#### Sự phân chia ý thức hệ và phản ứng

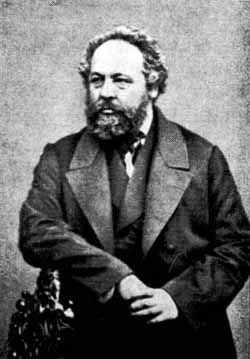
Mikhail Aleksandrovich Bakunin

Trong hoàn cảnh này Mikhail Aleksandrovich Bakunin xuất hiện như người cha của chủ nghĩa vô chính phủ. Ông đã rời Nga năm 1842 tới Tây Âu, nơi ông hoạt động tích cực trong phong trào xã hội. Sau khi tham gia vào cuộc Khởi nghĩa tháng Năm tại Dresden năm 1849, ông bị bỏ tù và bị đưa tới Siberi, nhưng cuối cùng ông đã trốn thoát và quay trở lại châu Âu. Tại đây ông đã hợp tác cùng Karl Marx, dù có những sự khác biệt lớn trong ý thức hệ và chiến thuật. Các học thuyết xã hội khác cũng được những người Nga cấp tiến đưa ra như Aleksandr Ivanovich Herzen và Pyotr Alekxeyevich Kropotkin.
Vấn đề phương hướng của nước Nga đã dấy lên thậm chí từ chương trình Tây phương hóa của Pyotr Đại đế. Một số người muốn học tập châu Âu trong khi số khác bác bỏ và kêu gọi một sự quay trở lại với các truyền thống quá khứ. Ý tưởng sau này được những người thân Slav ủng hộ. Những người thân Slav phản đối chủ nghĩa quan liêu, ủng hộ chủ nghĩa tập thể của mir, hay cộng đồng làng của Nga thời Trung cổ, chứ không phải chủ nghĩa cá nhân của phương Tây.

#### Aleksandr II và sự xoá bỏ chế độ nông nô
Hoàng đế Nikolai I qua đời khi triết lý của ông vẫn còn đang bị tranh cãi. Một năm trước đó, nước Nga đã tham gia vào cuộc Chiến tranh Krym, một cuộc xung đột chủ yếu diễn ra trên bán đảo Krym. Từ khi đóng một vai trò chính khi đánh bại Napoléon, nước Nga đã được coi là một cường quốc quân sự không thể bị đánh bại, nhưng, khi phải đối đầu với một liên minh các cường quốc châu Âu, những tổn thất họ phải chịu trên đất liền và trên biển đã cho thấy sự tàn tạ và yếu kém của triều đình Nikolai I.
Khi hoàng đế Aleksandr II lên ngôi năm 1855, ước muốn cải cách đã lan rộng. Một phong trào nhân đạo đang phát triển, ở những năm sau này đã liên kết với phong trào bãi nô ở Hoa Kỳ trước cuộc nội chiến nước này, tấn công chế độ nông nô. Năm 1859, có 23 triệu nông nô (tổng dân số Nga khi đó là 67,1 triệu người), sống trong những điều kiện thường là tồi tệ hơn so với các nông dân Tây Âu tại các thái ấp thế kỷ 16. Aleksandr II đã chủ động tiến hành giải phóng nông nô từ những nguyên nhân trên chứ không ngồi đợi nó sẽ bị xóa bỏ thông qua con đường cách mạng.
Cuộc giải phóng nông nô năm 1861 là sự kiện quan trọng duy nhất trong lịch sử Nga thế kỷ 19. Đó là sự khởi đầu của sự độc quyền quý tộc với đất đai. Cuộc giải phóng đã đưa các lao động tự do tới các thành phố, nền công nghiệp được thúc đẩy, và giới trung lưu bắt đầu tăng về số lượng cũng như tầm ảnh hưởng; tuy nhiên, thay vì được nhận đất đai như một món quà, các nông dân tự do lại phải trả một khoản thuế đặc biệt, được gọi là khoản chuộc, số tiền họ phải trả cho chính quyền trong cả đời, số tiền này sau đó lại được trả cho các lãnh chúa tương đương với giá trị vùng đất họ đã mất. Trong nhiều trường hợp các nông dân phải nhận các vùng đất cằn cỗi nhất. Tất cả đất đai được trao lại cho nông dân thuộc sở hữu tập thể của các mir, cộng đồng làng, cộng đồng này phân chia đất cho các nông dân và quản lý nhiều khu đất cho thuê. Mặc dù chế độ nông nô đã bị xóa bỏ, nhưng sự thực nó được hoàn thành không với mục đích chính là vì nông dân, những căng thẳng cách mạng không giảm bớt, dù vua Aleksandr II đã thực sự lưu tâm.
Cuối thập niên 1870 Nga và Thổ Nhĩ Kỳ một lần nữa đụng độ với nhau tại Balkan. Chiến tranh Nga-Thổ là cuộc chiến của nhân dân Nga, những người ủng hộ sự độc lập cho các đồng minh Slav Chính Thống giáo Đông phương: người Serbia và người Bulgaria. Tuy nhiên, cuộc chiến làm gia tăng căng thẳng với đế quốc Áo-Hung, liên minh cũng có tham vọng ở vùng này. Trong giai đoạn này Đế quốc Nga đã mở rộng tới Trung Á, khu vực giàu khoáng sản, chinh phục các hãn quốc Kokand, Bokhara và Khiva. cũng như Vùng liên Caspi.

#### Chủ nghĩa vô chính phủ
Trong thập niên 1860 một phong trào được gọi là chủ nghĩa Nihil đã phát triển ở Nga. Nó là thuật ngữ lần đầu được Ivan Sergeyevich Turgenev đưa ra năm 1862 trong tiểu thuyết Cha và con của ông, những người vô chính phủ ủng hộ việc thủ tiêu các định chế và pháp luật của loài người, dựa trên ý tưởng rằng các định chế và pháp luật đó là giả tạo và sai lạc. Cốt lõi của nó, chủ nghĩa vô chính phủ Nga dựa trên niềm tin cho rằng thế giới thiếu ý nghĩa, sự thực khách quan, hay giá trị có thể lĩnh hội được. Trong một số thời điểm nhiều người Nga theo chủ nghĩa tự do đã bất bình bởi cái họ coi là những cuộc tranh cãi vô bổ của giới trí thức. Những người vô chính phủ nghi ngờ tất cả các giá trị cũ và làm rung chuyển định chế Nga.. Họ chuyển từ triết lý thuần túy sang trở thành một lực lượng chính trị chính sau khi tham gia vào quá trình cải cách. Con đường của họ càng trở nên dễ dàng hơn với các hoạt động của nhóm Cách mạng tháng Chạp, nổi dậy năm 1825, và sự khó khăn về tài chính, chính trị do cuộc Chiến tranh Krym, khiến nhiều người Nga mất lòng tin vào các định chế chính trị.
Những người vô chính phủ tìm cách tác động vào nông dân. Chiến dịch của họ, tập trung vào người dân thay vì giới quý tộc hay chúa đất, được gọi là phong trào "Dân ý" (Narodnik). Nó dựa trên niềm tin rằng người dân thường (được gọi trong tiếng Nga là narod) có ý chí và khả năng lãnh đạo quốc gia một cách hòa bình. Trong khi phong trào "Dân ý" đang phát triển, triều đình nhanh chóng tìm cách tiêu diệt nó. Đương đầu với sự trấn áp của triều đình, nhóm cấp tiến của những người "Dân ý" ủng hộ và tiến hành khủng bố. Người nọ tiếp người kia, các quan đại thần bị bắn hay bị đặt bom giết chết, bản thân nhà vua cũng từng bị mưu sát vài lần. Điều này thể hiện sự phát triển của chủ nghĩa vô chính phủ Nga như một lực lượng cách mạng hùng mạnh. Cuối cùng, sau nhiều nỗ lực, hoàng đế Aleksandr II bị những người vô chính phủ ám sát bằng bom vào ngày 13 tháng 3 năm 1881, trên đường phố Sankt-Peterburg. Trớ trêu thay, trong ngay hôm ấy, ông đã phê duyệt một bản Tuyên cáo—còn gọi là Hiến pháp Loris-Melikov—theo đó thành lập hai ủy ban lập pháp, gồm những đại biểu được gián tiếp bầu chọn.

#### Sự chuyên quyền và bảo thủ dưới triều Aleksandr III
Khác với vua cha, tân hoàng đế Aleksandr III (1881–1894) trong suốt thời gian cầm quyền của mình đã khôi phục lại châm ngôn "Chính Thống giáo, Chuyên chế, và Dân tộc". Là một người thân Slav rõ rệt, Aleksandr III tin rằng Nga có thể thoát khỏi hỗn loạn chỉ bằng cách cắt bỏ mọi ảnh hưởng mang tính phá hoại của Tây Âu. Trong thời gian cầm quyền của ông nước Nga đã ký liên minh với Cộng hoà Pháp để kiềm chế đế chế Đức đang trỗi dậy, hoàn thành cuộc chinh phục Trung Á, và yêu cầu những nhượng bộ quan trọng về lãnh thổ và thương mại từ Trung Quốc.

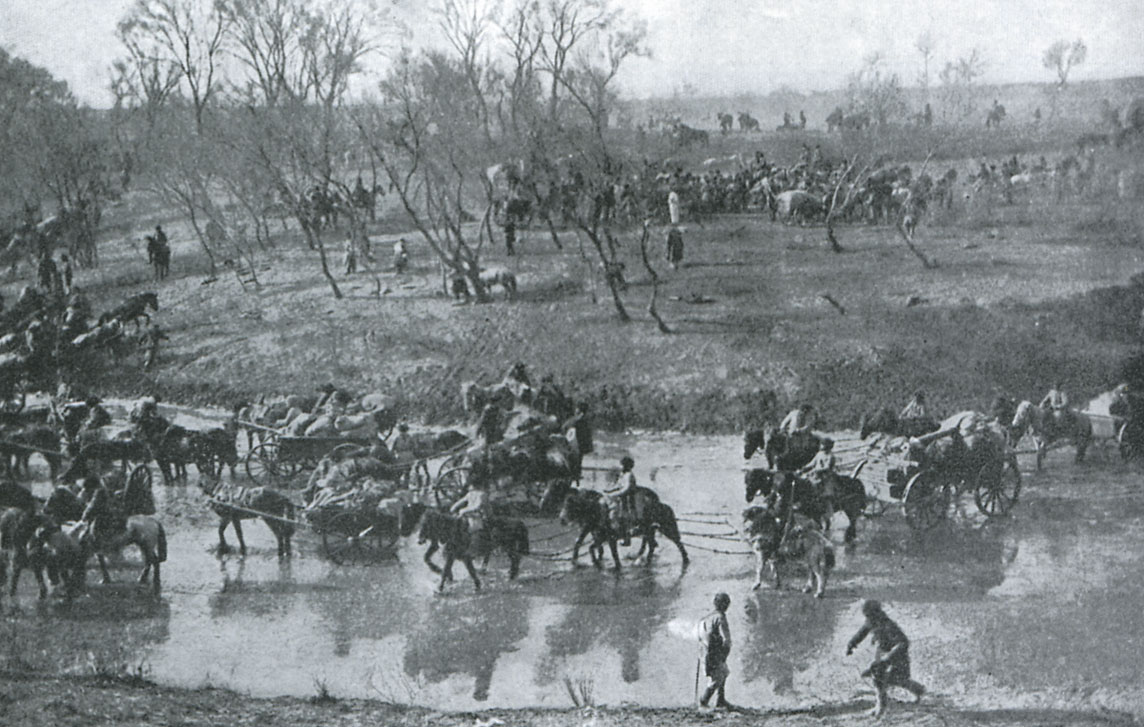
Quân đội Nga rút lui sau Trận Phụng Thiên (Mukden).

Cố vấn quan trọng nhất của hoàng đế Nga là Konstantin Petrovich Pobedonostsev, thầy dạy của Aleksandr III và con trai ông là Nikolai, và là người đại diện của Hội đồng tôn giáo thần thánh từ năm 1880 tới năm 1895. Ông dạy các học trò hoàng gia của mình sự e ngại tự do ngôn luận và báo chí và ghét bỏ dân chủ, hiến pháp cũng như hệ thống nghị viện. Dưới tay Pobedonostsev, các cuộc cách mạng bị tiêu diệt và một chính sách Nga hóa được tiến hành trên khắp đế quốc.

#### Nikolai II và một phong trào cách mạng mới

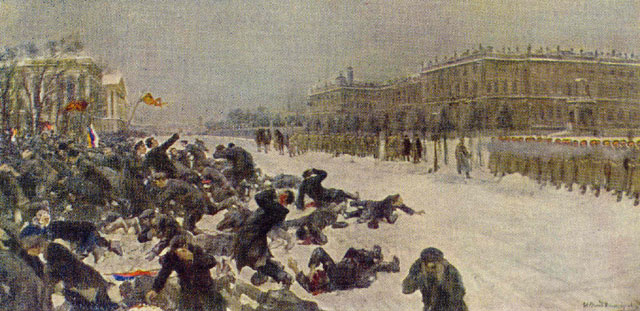
Thảm sát Chủ nhật đẫm máu tại kinh thành Sankt Peterburg.

Con trai của vua Aleksandr III là Nikolai II (1868–1918) lên nối ngôi năm 1894. Ông la vị Sa hoàng cuối cùng trong lịch sử nước Nga. Cuộc cách mạng Công nghiệp, bắt đầu gây ảnh hưởng lớn tới nước Nga, tuy nhiên nó cũng tạo ra các lực lượng cuối cùng sẽ lật đổ Hoàng đế. Về mặt chính trị, các lực lượng đối lập đó được tổ chức thành ba đảng cạnh tranh lẫn nhau: Các nhóm tự do gồm các nhà tư bản công nghiệp và quý tộc, những người tin vào sự cải cách xã hội một cách hoà bình và một chế độ quân chủ lập hiến, đã thành lập Đảng Dân chủ Hiến pháp hay Kadets năm 1905. Những người theo phong trào "Dân ý" thành lập Đảng Xã hội Cách mạng Nga hay Esers năm 1901, ủng hộ việc phân chia đất đai cho nông dân. Một nhóm thứ ba và có tính chất cấp tiến hơn lập ra Đảng Lao động Dân chủ Xã hội Nga hay RDSLP năm 1898; đảng này là thành phần chủ yếu của Chủ nghĩa Mác tại Nga. 

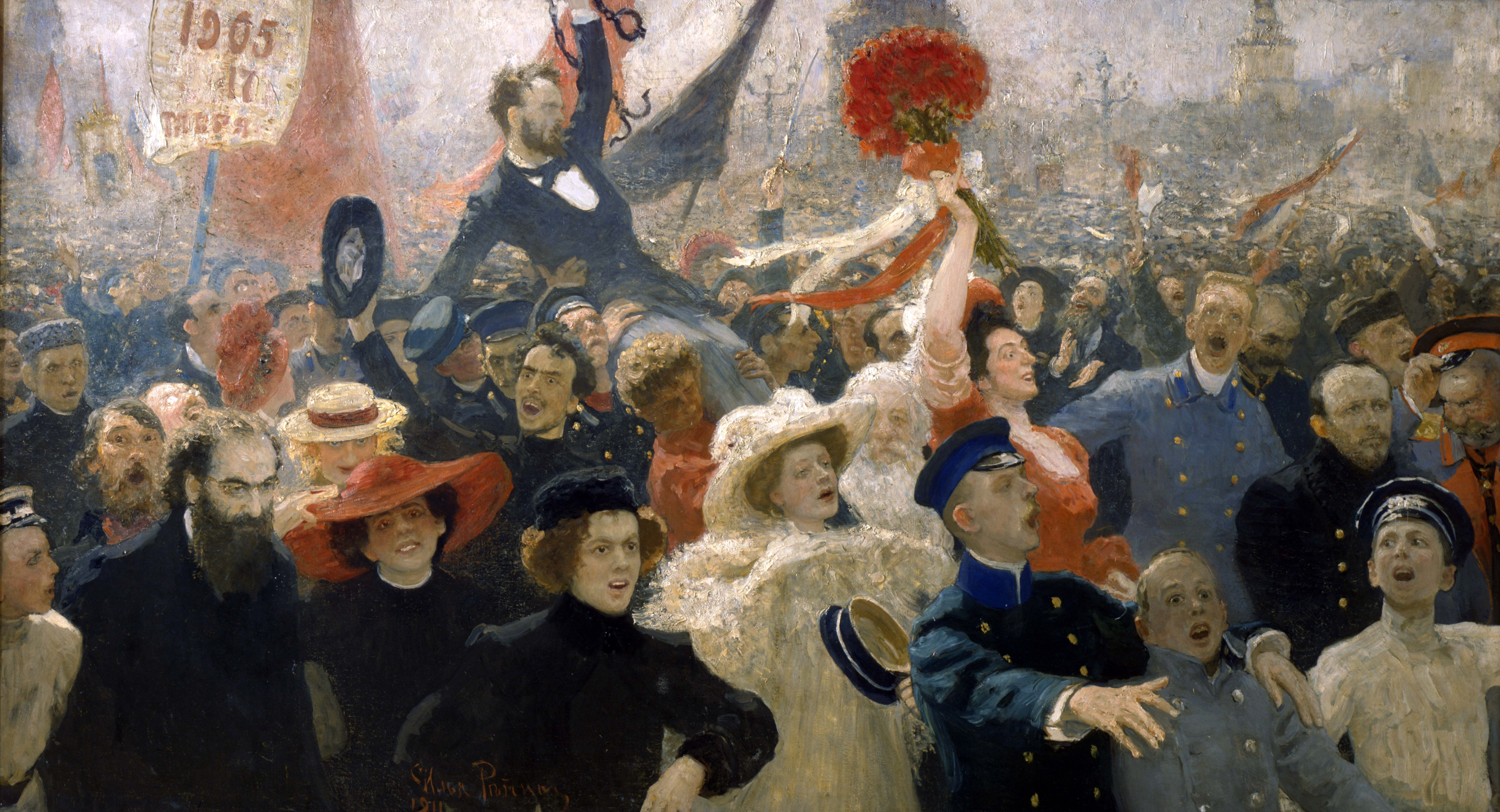
Bản tuyên ngôn tháng Mười công nhận các quyền tự do dân sự và thiết lập nghị viện đầu tiên.

Năm 1903 RDSLP phân chia thành hai phái: những người Bolshevik cấp tiến, do Lenin lãnh đạo, và phái ôn hoà hơn Menshevik, do một người bạn trước đây của Lenin là Yuli Martov (Yuli Osipovich Zederbaum) lãnh đạo. Những người Menshevik tin rằng chủ nghĩa xã hội Nga sẽ dần phát triển một cách hoà bình và rằng chế độ Sa hoàng sẽ được kế tục bởi một nền cộng hoà dân chủ. Những người Bolshevik, dưới sự lãnh đạo của Vladimir Ilyich Lenin, ủng hộ việc thành lập một nhóm nhỏ các nhà cách mạng chuyên nghiệp, tuân thủ triệt để kỷ luật đảng, để trở thành đội tiên phong của giai cấp vô sản nhằm chiếm chính quyền bằng vũ lực.
Trong cuộc Chiến tranh Nga-Nhật (1904 - 1905), quân Nhật đánh tan tác Quân đội Nga hoàng trên cả bộ lẫn thủy. Chiến thắng của quân Nhật trong cuộc chiến tranh này gây tiếng vang lớn, và trở thành một trong những thảm họa lớn mà châu Âu từng gặp phải. Khả năng tác chiến tồi tệ của Quân đội Nga hoàng trong cuộc Chiến tranh Nga-Nhật là một cú đấm quyết định với quốc gia Nga và gia tăng tiềm năng cho sự náo loạn Tháng 1 năm 1905, một vụ việc được gọi là "Chủ nhật đẫm máu" xảy ra khi Cha Gapon dẫn đầu một đám đông người tới Cung điện Mùa Đông tại kinh thành Sankt Peterburg để đệ trình một yêu sách tới hoàng đế. Khi đám người tới cung điện, lính Cossack nổ súng vào họ, giết hại hàng trăm người. Dân chúng Nga xúc động mạnh trước cuộc thảm sát tới mức thực hiện tổng đình công. Sự kiện này đánh dấu sự khởi đầu của Cách mạng Nga 1905. Các Xô viết xuất hiện ở hầu hết các thành phố.
Tháng 10 năm 1905, Nikolai chần chừ trong việc đưa ra Bản tuyên ngôn Tháng Mười nổi tiếng, dẫn tới sự thành lập ngay lập tức một Duma quốc gia (lập pháp). Quyền bỏ phiếu được mở rộng, và không điều luật nào có hiệu lực khi chưa có sự phê chuẩn của Duma. Các nhóm ôn hoà tỏ ra hài lòng; nhưng những người theo chủ nghĩa tự do và chủ nghĩa xã hội cho rằng chúng còn chưa đủ và muốn có những cải cách lớn hơn nữa. Tới cuối năm 1905, Nga hoàng giải tán Duma.

### Cách mạng Nga
Bị ràng buộc bởi hiệp ước, hoàng đế Nikolai II và thần dân của mình bước vào Chiến tranh thế giới thứ nhất để bảo vệ Serbia. Khi những sự việc thù địch bắt đầu diễn ra tháng 8 năm 1914, nước Nga chống lại cả Đức và đế quốc Áo-Hung để hỗ trợ đồng minh Pháp.
Sau này, các thất bại quân sự và sự kém hiệu quả của cơ chế quan liêu nhanh chóng biến nhiều thành phần dân chúng quay sang chống lại chính phủ. Việc hạm đội Đức kiểm soát biển Baltic và các lực lượng hỗn hợp Đức-Ottoman kiểm soát biển Đen khiến Nga không thể nhập khẩu các nguồn nguyên liệu và xuất khẩu hàng hóa.
Tới giữa năm 1915 hậu quả của cuộc chiến tranh đã làm nản lòng dân chúng. Lương thực và nhiên liệu thiếu hụt, thương vong tiếp tục tăng cao, và lạm phát nhảy vọt. Những cuộc đình công liên tục diễn ra trong giới thợ thuyền xí nghiệp được trả lương thấp và nông dân, những người mong muốn cải cách ruộng đất. Trong lúc ấy, sự mất lòng tin vào chế độ càng trở nên sâu sắc bởi các báo cáo rằng một người bán-học thức thần bí, cha bề trên Grigori Efimovich Rasputin, có ảnh hưởng chính trị lớn bên trong triều đình. Vụ ám sát ông vào cuối năm 1916 đã làm chấm dứt vụ việc nhưng không vãn hồi được hình ảnh của chế độ chuyên chế.
Ngày 3 tháng 3 năm 1917, một cuộc đình công diễn ra trong một nhà máy tại kinh đô Petrograd (trước kia là Sankt Peterburg). Vào ngày 23 tháng 2 (8 tháng 3 theo lịch Gregory) năm 1917, Ngày Quốc tế Phụ nữ, hàng nghìn thợ dệt nữ ở Petrograd tuần hành bên ngoài nhà máy phản đối sự thiếu hụt lương thực và kêu gọi những người thợ khác cùng gia nhập. Trong nhiều ngày, gần như toàn bộ công nhân ở thành phố đều nghỉ việc. Khi hoàng đế ra lệnh cho Duma giải tán, ra lệnh cho công nhân đình công trở lại làm việc, và ra lệnh cho quân đội bắn vào người biểu tình trên phố, các mệnh lệnh của ông đã dẫn tới cuộc Cách mạng Tháng Hai. Ngày 2 tháng 3 (15 tháng 3), Nikolai II thoái vị. Để lấp khoảng trống quyền lực, Duma tuyên bố thành lập một Chính phủ Lâm thời, do công tước Lvov lãnh đạo. Trong lúc ấy, những người theo chủ nghĩa xã hội tại Petrograd đã tổ chức bầu cử trong công nhân và binh sĩ để lập ra một Xô viết (hội đồng) của các đại biểu công nhân và binh sĩ, như một tổ chức quyền lực nhân dân có thể gây áp lực lên Chính phủ Lâm thời của giai cấp tư sản.
Tháng 7, sau một loạt vụ khủng hoảng khiến Chính phủ Lâm thời mất uy tín với nhân dân, lãnh đạo chính phủ từ chức và được kế tục bởi Aleksandr Kerensky, người có tư tưởng cấp tiến hơn người tiền nhiệm. Khi chính phủ của Kerensky còn chưa đạt tiến bộ gì, Xô viết do những người theo chủ nghĩa xã hội lãnh đạo tại Petrograd đã gia nhập cùng các Xô viết được thành lập nên trên khắp đất nước để tạo ra một phong trào quốc gia.
V. I. Lenin từ nơi bị trục xuất, Thụy Sĩ, quay trở về nước Nga. Có người cho rằng sự nghiệp cách mạng của ông đã nhận được sự giúp đỡ về tài chính từ đế chế Đức. Họ cho rằng Lenin đã nhận được tiền bạc từ tay một nhà tư sản Đức tên là Parvus. Tuy nhiên, nghiên cứu của nhà sử học nổi tiếng người Nga Vladlen Loginov không có những tình tiết này, ông từng nói "Cách mạng cần được thực hiện bằng những bàn tay trong sạch". Các Xô viết nắm quyền kiểm soát chính phủ tháng 11 năm 1917, và lật đổ Kerensky cùng Chính phủ Lâm thời lâm thời của ông, trong những sự kiện sẽ được gọi là cuộc Cách mạng Tháng Mười.
Khi Quốc hội Lập hiến Nga, được bầu tháng 12 năm 1917 và nhóm họp tháng 1 năm 1918, nhưng ngay sau đó bị những người Bolshevik giải tán. Phe Bolshevik triệu tập Đại hội Xô viết toàn Nga để thay thế Quốc hội Lập hiến Nga trong đó người Bolshevik chiếm ưu thế. Khi phe đối lập đã bị loại trừ, Lenin đã có thể rút chế độ của mình khỏi Chiến tranh thế giới thứ nhất theo Hiệp ước Brest-Litovsk (1918) ký kết với Đức, theo đó Nga mất các lãnh thổ Phần Lan, Estonia, Litva, Ba Lan, các phần lãnh thổ của Latvia và Belarus (đường Riga-Dvinsk-Druia-Drisvyaty-Mikhalishki-Dzevalishki-Dokudova-sông Neman-sông Yelvyanka-Pruzhany-Vidoml), và các lãnh thổ đã chiếm được từ Đế quốc Ottoman trong Chiến tranh thế giới thứ nhất. Ngày 13 tháng 11 năm 1918, chính phủ Xô viết xé bỏ Hiệp ước Brest.

### Nội chiến Nga
Phe Bolshevik nắm được quyền lực nhưng còn chưa vững chắc và một cuộc tranh giành kéo dài nổ ra giữa chế độ mới và các đối thủ, gồm cả phe Cách mạng Xã hội chủ nghĩa. "Bạch vệ" cánh hữu và một số lượng lớn nông dân. Cùng thời điểm ấy Các cường quốc đồng minh gửi nhiều đội quân viễn chinh tới hỗ trợ các lực lượng chống cộng trong một nỗ lực buộc nước Nga phải tái tham gia cuộc chiến tranh thế giới. Những người Bolshevik đã chiến đấu chống lại các lực lượng đó và chống lại các phong trào độc lập quốc gia cũ của Đế quốc Nga. Tới năm 1921, họ đã đánh bại các kẻ thù bên trong và đưa hầu hết các quốc gia mới độc lập vào vòng kiểm soát, ngoại trừ Phần Lan, các quốc gia vùng Baltic, Cộng hoà Dân chủ Moldavia (đã gia nhập România) và Ba Lan (là nước tham gia Chiến tranh Ba Lan-Xô viết với họ). Phần Lan cũng sáp nhập vùng Pechenga của bán đảo Kola Nga, Romania sáp nhập Bắc Bukovina; nước Nga Xô viết và các nước cộng hoà Xô viết đồng minh trả một số phần lãnh thổ cho Estonia (Pechory và hữu ngạn Narva), Latvia (Pytalovo) và Thổ Nhĩ Kỳ (Kars). Ba Lan sáp nhập lãnh thổ tranh chấp Tây Belarus và Tây Ukraina, những vùng cũ của Đế quốc Nga (ngoại trừ Galicia) phía đông Đường Curzon.

## Liên bang Xô viết

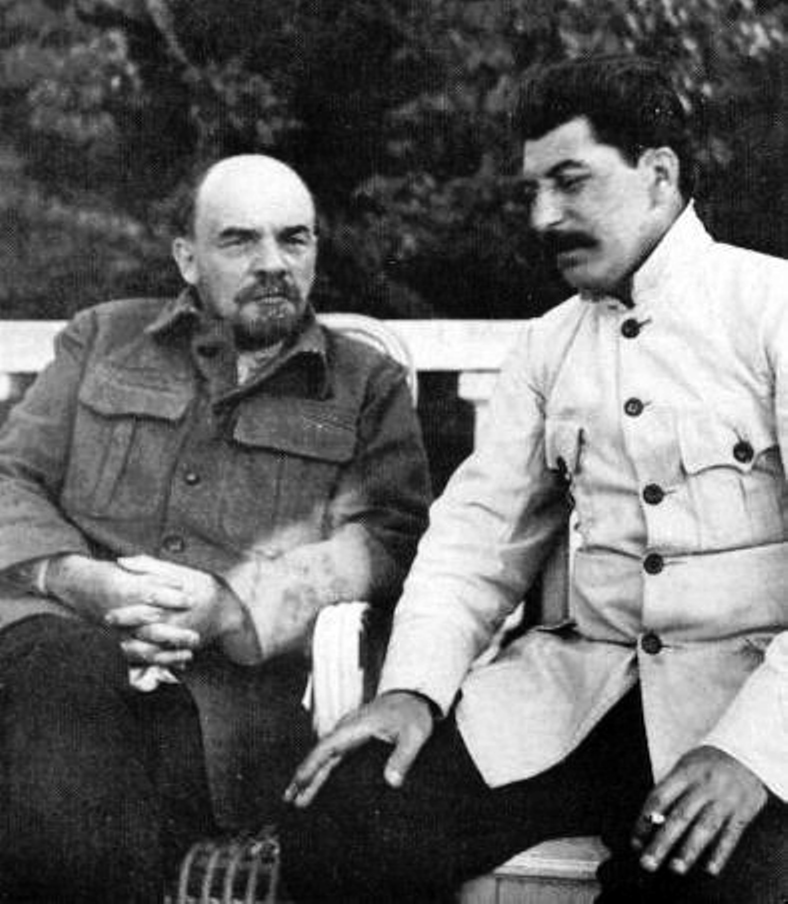
Lenin và Stalin

### Sự thành lập Liên bang Xô viết
Lịch sử Nga trong giai đoạn từ 1922 tới 1991 chủ yếu là lịch sử Liên bang Cộng hoà Xã hội chủ nghĩa Xô viết, gọi tắt là Liên bang Xô viết. Liên bang dựa trên ý thức hệ này, được các lãnh đạo Đảng Cộng sản Nga thành lập tháng 12 năm 1922, chủ yếu gồm các nước giáp với Nga trước Hiệp ước Brest-Litovsk. Ở thời gian đó, quốc gia mới này gồm bốn nước cộng hoà có chủ quyền: Liên bang Cộng hoà Xã hội chủ nghĩa Xô viết Nga, Cộng hoà Xã hội chủ nghĩa Xô viết Ukraina, Cộng hoà Xã hội chủ nghĩa Belarus và Cộng hoà Xã hội chủ nghĩa Xô viết Liên bang Ngoại Kavkaz
Hiến pháp, được thông qua năm 1924, tạo lập một hệ thống chính phủ liên bang dựa trên một sự kế tục các Xô viết được thành lập tại các làng, các nhà máy, các thành phố tại các vùng lớn. Kim tự tháp ở Xô viết này nằm ở mỗi nước cộng hòa có chủ quyền này lên tới đỉnh tại Hội đồng Xô viết toàn Liên bang. Nhưng tuy vẻ ngoài rằng Hội đồng có quyền tối cao, cơ cấu này thực tế bị Đảng Cộng sản chi phối, và Đảng Cộng sản lại bị kiểm soát bởi Bộ chính trị từ Moskva, thủ đô Liên bang Xô viết, giống như dưới chế độ các Sa hoàng trước thời Pyotr Đại đế.

### Cộng sản thời chiến và Chính sách Kinh tế Mới
Giai đoạn từ khi củng cố Cách mạng Bolshevik năm 1917 tới năm 1921 được gọi là giai đoạn cộng sản thời chiến. Ruộng đất, toàn bộ ngành công nghiệp và doanh nghiệp nhỏ đều bị quốc hữu hoá và nền kinh tế tiền tệ bị hạn chế. Sự đối lập mạnh nhanh chóng phát triển. Nông dân muốn được trả bằng tiền mặt cho các sản phẩm của mình và bực tức vì phải nộp thặng dư mùa màng cho chính phủ như một phần chính sách nội chiến. Đối đầu với sự phản đối của nông dân, Lenin bắt đầu chiến lược rút lui khỏi cộng sản thời chiến được gọi là Chính sách Kinh tế Mới (NEP). Nông dân được miễn thuế bán buôn và được phép bán lương thực thặng dư ra thị trường tự do. Thương mại phát triển khi bán lẻ tư nhân được hoạt động. Nhà nước tiếp tục nắm ngân hàng, vận tải, công nghiệp nặng và các ngành công cộng.
Dù phái đối lập cánh tả bên trong những người Cộng sản chỉ trích những nông dân giàu có hay kulak hưởng lợi từ Chính sách Kinh tế Mới, chương trình này đã chứng tỏ hiệu quả lớn và nền kinh tế đã được phục hồi. Sau này Chính sách Kinh tế Mới ngày càng bị chỉ trích từ bên trong đảng sau khi lãnh tụ Lenin qua đời đầu năm 1924.

### Những thay đổi trong xã hội Nga
Trong khi nền kinh tế đang chuyển đổi, đời sống xã hội của nhân dân đã trải qua những thay đổi lớn. Ly hôn không cần trải qua thủ tục toà án và phụ nữ hoàn toàn tự do quyết định việc sinh con, phá thai được hợp pháp hoá ngay từ năm 1920. Như một hiệu ứng phụ, sự giải phóng phụ nữ làm tăng thị trường lao động. Các cô gái được khuyến khích học hành và làm việc trong nhà máy cũng như văn phòng. Các cơ sở giữ trẻ công được lập ra để chăm sóc trẻ em và các nỗ lực đã được tiến hành nằm chuyển trung tâm cuộc sống xã hội của người dân từ trong nhà tới các nhóm giáo dục và giải trí, câu lạc bộ Xô viết.
Chế độ mới loại bỏ chính sách phân biệt đối xử chống các cộng đồng thiểu số thời Sa hoàng. Một đặc điểm khác của chế độ là sự mở rộng các dịch vụ y tế. Các chiến dịch được tiến hành chống sốt phát ban, dịch tả và sốt rét; số lượng bác sĩ tăng lên nhanh chóng khi các cơ sở đào tạo được lập ra; và tỷ lệ tử vong trẻ em giảm nhanh trong khi tuổi thọ tăng nhanh.
Chính phủ cũng khuyến khích chủ nghĩa vô thần và chủ nghĩa duy vật, là các cơ sở của học thuyết Mác. Chính phủ tước bỏ quyền lực của Giáo hội Chính Thống giáo Nga. Nhiều lãnh đạo tôn giáo bị trục xuất tới các trại tập trung. Các thành viên của đảng bị cấm tham gia các hoạt động tôn giáo và hệ thống giáo dục được tách biệt khỏi Giáo hội. Việc giảng dạy tôn giáo bị cấm ngoại trừ trong gia đình và giáo dục vô thần được tăng cường trong các trường học.

### Công nghiệp hoá và Tập thể hoá
Những năm từ 1929 tới 1939 là một thập kỷ đầy náo động trong lịch sử Nga - một giai đoạn công nghiệp hoá trên diện rộng và các cuộc đấu tranh nội bộ khi Iosif Vissarionovich Stalin thiết lập quyền cai trị gần như tuyệt đối với xã hội Nga. Sau khi Lenin qua đời, Stalin chiến đấu giành quyền kiểm soát Liên bang Xô viết với các phe phái đối thủ bên trong Bộ chính trị, đặc biệt là phe của Leon Davidovich Trotsky. Tới năm 1928, khi những người theo chủ nghĩa Trotsky hoặc đã bị lưu đày hoặc đã mất quyền lực, Stalin đã sẵn sàng đưa ra một chương trình cực đoan đưa quá trình công nghiệp hoá vào thực hiện.
Năm 1928 Stalin đề xuất Kế hoạch năm năm lần thứ nhất. Bãi bỏ NEP, đây là kế hoạch đầu tiên trong những kế hoạch có mục tiêu thâu tóm các nguồn tài nguyên tư bản thông qua việc xây dựng nền công nghiệp nặng, tập thể hoá nông nghiệp, và hạn chế chế tạo hàng tiêu dùng. Lần đầu tiên trong lịch sử một chính phủ kiểm soát toàn bộ hoạt động kinh tế.
Như một phần của kế hoạch, chính phủ nắm quyền kiểm soát nông nghiệp thông qua các nông trang nhà nước và tập thể (các kolkhoz). Theo một nghị định tháng 2 năm 1930, khoảng một triệu nông dân cá thể (kulak) bị buộc rời bỏ ruộng đất. Nhiều nông dân phản đối mãnh liệt sự tổ chức này của nhà nước, thường giết bỏ toàn bộ gia súc khi phải đối mặt với nguy cơ mất đất đai. Một số khi họ nổi loạn, và rất nhiều nông dân bị chính quyền coi là "kulak" bị hành quyết. Thời tiết xấu cộng thêm sự kém hiệu quả của các nông trang tập thể được lập ra vội vã và sự sung công sản phẩm nông nghiệp hàng loạt đã dẫn tới một nạn đói nghiêm trọng, nhiều triệu nông dân chết đói, chủ yếu tại Ukraina và nhiều vùng tây nam nước Nga. Các điều kiện khó khăn ở vùng nông thôn đã khiến hàng triệu nông dân tuyệt vọng kéo vào các thành phố đang phát triển nhanh chóng, cung cấp nhân lực cho công cuộc công nghiệp hoá và làm tăng nhanh số dân thành thị Nga chỉ trong vài năm.
Trừ nông nghiệp, các kế hoạch khác đều đạt những thành công lớn. Nước Nga, ở nhiều khía cạnh là nước nghèo nhất châu Âu thời Cách mạng Bolshevik, khi ấy đã được công nghiệp hoá ở mức độ chưa từng có, lấp đầy khoảng cách với công nghiệp Đức trong thế kỷ 19 và Nhật Bản đầu thế kỷ 20.
Trong khi các Kế hoạch năm năm được đưa ra, Stalin tiếp tục củng cố quyền lực cá nhân của mình. Bộ dân uỷ nội vụ (NKVD) khiến hàng chục ngàn công dân Xô viết phải đối mặt với nguy cơ bị bắt giữ, trục xuất, hay hành quyết. Trong số sáu thành viên cũ của Bộ chính trị năm 1920 sau Lenin, tất cả đều bị Stalin thanh trừng. Những người Bolshevik cũ từng là các đồng chí trung thành của Lenin, các sĩ quan cao cấp trong Hồng quân và lãnh đạo các ngành công nghiệp đều bị xử lý trong cuộc Đại thanh trừng. Các cuộc thanh trừng tại các nước cộng hoà Xô viết cũng giúp tập trung hoá quyền lực tại Liên Xô.
Các cuộc trấn áp của lãnh tụ Stalin dẫn tới sự thành lập một hệ thống trục xuất nội địa to lớn, ở những tầm vóc lớn hơn nhiều so với các hệ thống từng được các Sa hoàng lập ra. Các hình phạt hà khắc được đưa ra và nhiều công dân bị hành quyết vì các tội phá hoại và gián điệp tưởng tượng. Nhân công từ những người bị kết án tại các trại lao động của hệ thống Gulag trở thành một thành phần quan trọng của cuộc công nghiệp hoá, đặc biệt tại Siberi. Ước tính 18 triệu người đã phải trải qua hệ thống Gulag, và có lẽ khoảng 15 triệu người nữa từng phải trải qua một trong các hình thức lao động cưỡng bức.

### Liên bang Xô viết trên bình diện quốc tế
Liên bang Xô viết coi sự thăng tiến lên nắm quyền năm 1933 của chính phủ chống cộng cuồng nhiệt do Hitler lãnh đạo tại nước Đức là lời cảnh báo nghiêm trọng, đặc biệt bởi Hitler tuyên bố Drang nach Osten là một trong những mục tiêu chính trong chiến lược Lebensraum của Đức Quốc xã. Liên bang Xô viết đã ủng hộ những người Cộng hòa ở Tây Ban Nha đang chiến đấu chống lại quân đội phát xít Đức và Italia trong cuộc Nội chiến Tây Ban Nha. Trong các năm 1938 - 1939, ngay trước Chiến tranh thế giới thứ hai, Liên bang Xô viết đã giành thắng lợi trước quân phiệt Nhật trong Các cuộc chiến tranh Biên giới Xô-Nhật ở vùng Viễn Đông Nga, dẫn tới Hiệp ước Trung lập Xô-Nhật và hoà bình ở biên giới hai nước kéo dài tới tận tháng 8 năm 1945.
Vào năm 1938, phát xít Đức sáp nhập Áo và cùng với các cường quốc châu Âu khác, ký Thoả thuận Munich theo đó Đức, Hungary và Ba Lan phân chia lãnh thổ Séc với nhau. Đức dự định tiến tiếp về phía đông vì sự thiếu kiên quyết của các cường quốc phương Tây trong việc ngăn cản họ đã trở nên rõ ràng. Dù Liên Xô mạnh mẽ phản đối thoả thuận Munich và nhiều lần tái khẳng định sự sẵn sàng hỗ trợ quân sự theo cam kết trước đó với Tiệp Khắc, việc phương Tây phản bội Tiệp Khắc càng khiến Liên Xô thêm lo ngại về một cuộc tấn công sắp tới của Đức, khiến nước này phải nhanh chóng hiện đại hóa công nghiệp quốc phòng và tiến hành các hoạt động ngoại giao của riêng mình. Năm 1939 Liên Xô ký hiệp ước không xâm phạm lẫn nhau với phát xít Đức chia các vùng ảnh hưởng giữa hai nước tại Đông Âu. Sau thoả thuận này, Liên Xô bình thường hoá quan hệ với phát xít Đức và nối lại thương mại giữa hai nước.

### Chiến tranh thế giới thứ hai

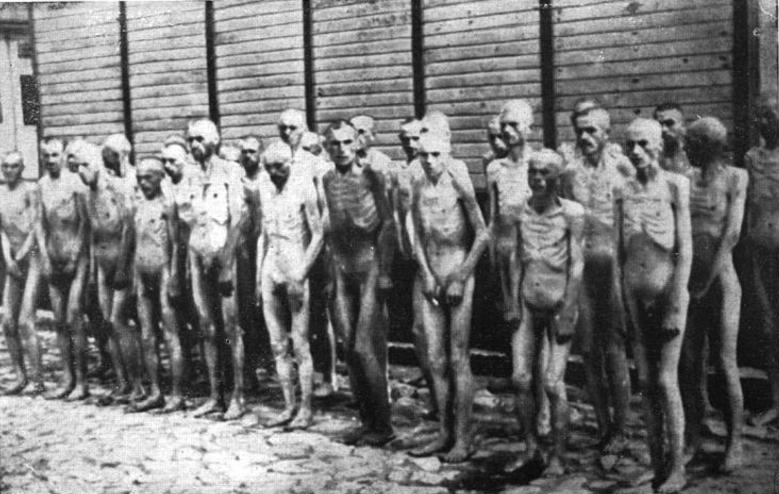
Tù binh chiến tranh Xô viết chết đói trong một trại tập trung phát xít. Liên bang Xô viết mất khoảng 27 triệu người trong cuộc chiến, chiếm một nửa thương vong của Chiến tranh thế giới thứ hai.

Ngày 17 tháng 9 năm 1939, mười bảy ngày sau khi Chiến tranh thế giới thứ hai bùng nổ và nước Đức chiến thắng tiến sâu vào lãnh thổ Ba Lan, Hồng quân chiếm đóng các vùng phía đông Ba Lan bắt đầu bảo hộ người Ukraina và người Belarus như mục tiêu hàng đầu của chiến dịch và đưa ra khẩu hiệu "chiếm để tồn tại" như lời biện minh cho hành động của mình. Nhờ vậy, các biên giới phía tây các nước cộng hoà Xô viết Belarus và Ukraina được dời về phía tây và biên giới phía tây mới của Liên Xô được vẽ gần với đường Curzon cũ. Trong lúc đó các cuộc đàm phán với Phần Lan về việc trao đổi đất do Liên Xô đề xuất sẽ khiến biên giới Liên xô-Phần Lan rời xa thêm khỏi Leningrad đổ vỡ; và vào tháng 12 năm 1939 Liên bang Xô viết bắt đầu chiến dịch tấn công Phần Lan, được gọi là cuộc Chiến tranh mùa Đông (1939–40). Cuộc chiến khiến Hồng quân thiệt hại nặng nề nhưng cũng buộc Phần Lan phải ký Hiệp ước Hoà bình Moskva và nhường eo Karelia và Ladoga Karelia.. Mùa hè năm 1940 Liên Xô đưa ra một tối hậu thư tới Romania buộc nước này phải nhường các lãnh thổ Bessarabia và Bắc Bukovina. Cùng lúc đó, Liên Xô cũng chiếm ba nước Baltic độc lập cũ (Estonia, Latvia và Litva)
Hoà bình với Đức không dễ dàng, bởi cả hai bên đều đang chuẩn bị cho cuộc xung đột quân sự và nhanh chóng chấm dứt khi các lực lượng phe Trục do phát xít Đức dẫn đầu tràn qua biên giới Liên Xô ngày 22 tháng 6 năm 1941. Đó là ngày cuộc "Chiến tranh Vệ quốc Vĩ đại" của nhân dân Liên Xô bùng nổ, nhưng rồi Hồng quân Liên Xô thảm bại trong chiến dịch Barbarossa. Tới mùa thu quân đội Đức đã chiếm Ukraina, bao vây Leningrad, và đe doạ chiếm thủ đô Moskva. Dù sự thực rằng trong tháng 12 năm 1941 Hồng quân đã đẩy lùi phát xít Đức khỏi thủ đô Moskva trong một cuộc phản công thắng lợi, quân Đức vẫn giữ được thế chủ động chiến lược một năm nữa và duy trì được thế tấn công sâu ở hướng đông nam, tiến tới sông Volga và Kavkaz. Tuy nhiên, hai thất bại lớn của quân Đức tại Stalingrad và Kursk mang tính quyết định và đảo ngược tiến trình của toàn bộ chiến tranh thế giới bởi phát xít Đức không bao giờ giành lại được sức mạnh để duy trì các chiến dịch tấn công và Liên bang Xô viết tái chiếm quyền chủ động chiến lược trong phần còn lại của cuộc chiến.. Tới cuối năm 1943, Hồng quân đã đột phá qua vòng vây của phát xít Đức tại Leningrad và giải phóng hầu hết Ukraina, đa phần miền tây nước Nga và tiến vào Belarus. Tới cuối năm 1944, mặt trận đã di chuyển vượt các biên giới năm 1939 của Liên Xô vào Đông Âu. Hồng quân Liên Xô tiến vào miền đông nước Đức, đánh thủ đô Berlin từ ngày 16 tháng 4 và chiếm được thành này vào ngày 2 tháng 5 năm 1945. Trùm phát xít Adolf Hitler tự tử vào ngày 30 tháng 4 năm 1945. Cuộc chiến với phát xít Đức vì thế đã chấm dứt với thắng lợi thuộc về Liên Xô.
Như thoả thuận tại Hội nghị Yalta, ba tháng sau Ngày chiến thắng tại châu Âu Liên bang Xô viết tung ra cuộc tấn công vào Mãn Châu, đánh tan tác quân phiệt trong trận đánh tại Mãn Châu - đây là trận chiến cuối cùng của Hồng quân Liên Xô trong Chiến tranh thế giới thứ hai.
Dù Liên bang Xô viết giành thắng lợi trong Chiến tranh thế giới thứ hai, cuộc chiến đã khiến khoảng 26–27 triệu người Xô viết thiệt mạng (các ước tính khác nhau) và đã tàn phá nền kinh tế nước này. Khoảng 1.710 thị trấn và 70 nghìn khu nhà cửa bị phá huỷ. Các vùng đất bị chiếm đóng bị quân đội Đức tàn phá và bắt người dân làm lao động nô lệ tại Đức. 13 triệu công dân Liên bang Xô viết trở thành nạn nhân của chính sách trấn áp của người Đức và đồng minh của nước này tại các vùng đất chiếm đóng, bị thiệt mạng trong các cuộc thảm sát hàng loạt, nạn đói, thiếu thốn thuốc men và lao động cưỡng bức. Chính sách diệt chủng chống người Do Thái trong chương trình Einsatzgruppen của Đức khiến hầu như toàn bộ người Do Thái trên toàn vùng lãnh thổ bị Đức và đồng minh của họ tạm chiếm biến mất. Trong khi bị chiếm đóng, thành phố Leningrad của Nga, nay là Sankt Peterburg đã mất khoảng một phần tư dân số. Nước cộng hoà Xô viết Belarus mất từ một phần tư tới một phần ba dân số. 3,6 triệu tù binh chiến tranh Xô viết (trong số 5,5 triệu) chết tại các trại tập trung Đức.

### Chiến tranh Lạnh
Sự hợp tác giữa các cường quốc Đồng Minh thắng trận dường như sẽ là một cơ sở cho sự tái thiết và an ninh thời hậu chiến. Tuy nhiên, sự xung đột quyền lợi giữa Liên Xô và Hoa Kỳ, được gọi là Chiến tranh Lạnh, đã nổi lên thống trị thị trường quốc tế thời hậu chiến.

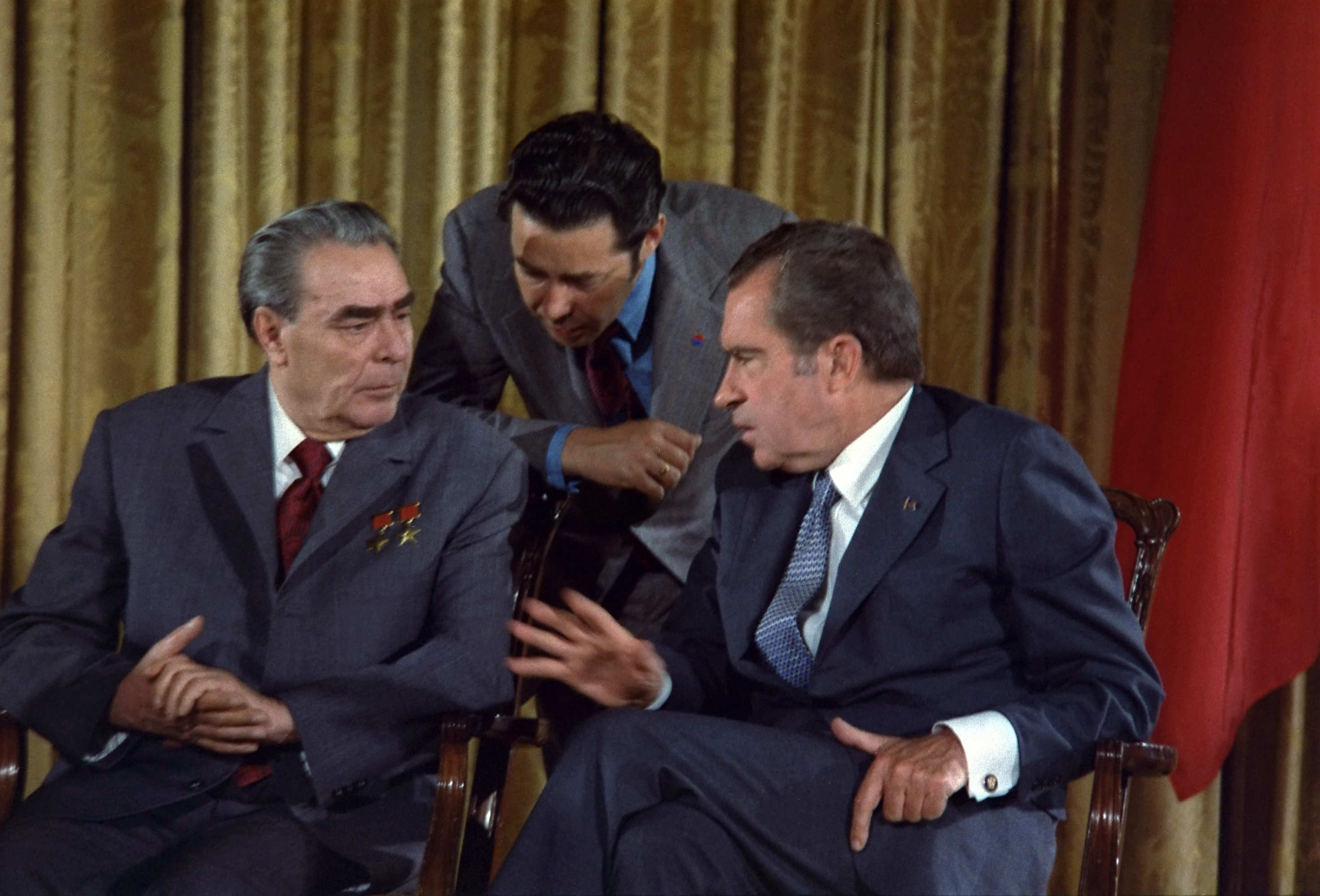
Chủ tịch Leonid Ilyich Brezhnev nói chuyện với Richard Nixon trong chuyến viếng thăm Hoa Kỳ, đỉnh điểm căng thẳng.

Cuộc Chiến tranh Lạnh xuất hiện như sự xung đột giữa Stalin và tổng thống Hoa Kỳ Harry Truman về tương lai Đông Âu trong Hội nghị Potsdam mùa hè năm 1945. Nước Nga đã phải chịu ba cuộc chiến tranh tàn phá từ phía Tây trong vòng 150 năm trước đó với các cuộc Chiến tranh Napoléon, Chiến tranh thế giới thứ nhất, và Chiến tranh thế giới thứ hai, và mục tiêu của Stalin là thiết lập một vùng đệm giữa Đức và Liên Xô. Với Đông Âu nằm dưới sự chiếm đóng của Hồng quân, Stalin cũng cố gắng lợi dụng thời gian để bí mật phát triển dự án bom nguyên tử.
Tháng 4 năm 1949 Hoa Kỳ thành lập Hiệp ước Bắc Đại Tây Dương (NATO), một hiệp ước phòng thủ chung trong đó hầu hết quốc gia phương Tây cam kết coi một cuộc tấn công quân sự chống lại một nước thành viên như một cuộc tấn công vào toàn bộ khối. Liên Xô cũng thành lập một tổ chức đối đầu phía Đông của NATO năm 1955, Khối hiệp ước Warszawa. Sự phân chia châu Âu thành phương Tây và khối Xô viết sau này đã phát triển lên bình diện quốc tế, đặc biệt sau năm 1949, khi thế độc quyền hạt nhân của Hoa Kỳ chấm dứt với việc Liên xô thử nghiệm bom hạt nhân và phe cộng sản giành chính quyền tại Trung Quốc.
Các mục tiêu trước mắt của chính sách đối ngoại Liên Xô là duy trì và thúc đẩy an ninh quốc gia và duy trì sự ổn định ở Đông Âu. Liên Xô duy trì sự quản lý của mình với Khối hiệp ước Warszawa qua việc dập tắt cuộc nổi dậy tại Hungary năm 1956, trấn áp phong trào Mùa xuân Praha tại Tiệp Khắc năm 1968, và ủng hộ việc dập tắt phong trào Công đoàn Đoàn kết ở Ba Lan đầu thập niên 1980. Liên bang Xô viết đối đầu Hoa Kỳ trong một số cuộc xung đột uỷ nhiệm trên khắp thế giới, gồm cả Chiến tranh Triều Tiên và Chiến tranh Việt Nam.
Khi Liên Xô tiếp tục duy trì sự kiểm soát chặt chẽ với toàn bộ vùng ảnh hưởng của mình tại Đông Âu, cuộc Chiến tranh Lạnh đã dẫn tới Bớt căng thẳng (Détente) và một hình mẫu quan hệ quốc tế phức tạp trong thập niên 1970 trong đó thế giới không còn được phân chia thành hai khối đối lập rõ rệt. Các nước phi cường quốc có nhiều cơ hội hơn để đòi độc lập, và hai siêu cường một phần cũng có thể giữ gìn quyền lợi chung qua việc tìm cách hạn chế và ngăn ngừa phát triển các loại vũ khí hạt nhân với các hiệp ước như SALT I, SALT II, và Hiệp ước chống Tên lửa Đạn đạo.
Quan hệ Xô-Mỹ đã xấu đi sau khi cuộc chiến tranh Afghanistan kéo dài 9 năm diễn ra năm 1979 và khi Ronald Reagan, một nhân vật chống cộng cuồng nhiệt, lên làm Tổng thống Hoa Kỳ năm 1980 nhưng đã có cải thiện khi khối Xô viết bắt đầu tan rã hồi cuối thập niên 1980. Với sự sụp đổ của Liên bang Xô viết năm 1991, Nga đánh mất vị thế siêu cường nước này từng có được sau Chiến tranh thế giới thứ hai.

### Những năm thời Khrushchev và Brezhnev
Trong cuộc tranh giành quyền lực xuất hiện sau khi Stalin qua đời năm 1953, những đồng minh thân cận nhất của ông đã bị gạt bỏ. Nikita Sergeyevich Khrushchev củng cố vị trí của mình trong bài phát biểu trường Đại hội lần thứ 20 Đảng Cộng sản năm 1956, liệt kê những sai lầm của nhà lãnh đạo Stalin.
Năm 1964, Khrushchev bị Ủy ban Trung ương Đảng kết tội với nhiều tội lỗi gồm cả việc khiến Liên Xô thất bại như cuộc Khủng hoảng Tên lửa Cuba. Sau một giai đoạn lãnh đạo tập thể ngắn, một quan chức kì cựu, Leonid Ilyich Brezhnev, lên thay Khrushchev. Brezhnev tiếp tục chính sách đề cao công nghiệp nặng của Stalin và cũng tìm cách giảm căng thẳng trong quan hệ với Hoa Kỳ. Từ thập niên 1960 Liên bang Xô viết trở thành nhà sản xuất và xuất khẩu quan trọng về dầu mỏ và khí tự nhiên.
Những năm dưới thời Khruschev và Brezhnev là giai đoạn khoa học và công nghiệp Liên Xô đạt tới đỉnh cao. Nhà máy điện hạt nhân đầu tiên của thế giới được xây dựng năm 1954 tại Obninsk. Tuyến đường sắt Baikal Amur được xây dựng.
Chương trình vũ trụ Liên Xô, do Sergey Pavlovich Korolev thiết lập, đặc biệt thành công. Ngày 4 tháng 10 năm 1957 Liên bang Xô viết phóng vệ tinh vũ trụ Sputnik đầu tiên. Ngày 12 tháng 4 năm 1961 Yuri Alekseyevich Gagarin trở thành người đầu tiên đi vào vũ trụ trên con tàu vũ trụ Liên Xô Vostok 1. Các thành tựu khác của chương trình vũ trụ Nga gồm: bức ảnh đầu tiên chụp phía bề mặt không nhìn thấy của Mặt Trăng; thám hiểm Sao Kim; đi ra ngoài khoảng không vũ trụ lần đầu tiên với Aleksey Arkhipovich Leonov; người phụ nữ đầu tiên bay vào vũ trụ Valentina Vladimirovna Tereshkova. Gần đây hơn, Liên Xô đã chế tạo trạm vũ trụ đầu tiên của thế giới, Salyut tới năm 1986 đã được thay thế bởi Mir, trạm vụ trụ có người ở liên tục và dài hạn đầu tiên, hoạt động từ năm 1986 tới năm 2001.

### Liên bang Xô viết tan rã
Hai sự phát triển đặc trưng trong thập kỷ tiếp theo: sự sụp đổ ngày càng rõ ràng của kinh tế và cơ cấu chính trị Liên Xô, và những nỗ lực cải cách chắp vá để đảo ngược quá trình này. Sau thời gian cầm quyền ngắn ngủi của cựu Giám đốc KGB Yuri Vladimirovich Andropov và Konstantin Ustinovich Chernenko, những nhân vật chuyển tiếp với tư tưởng thân Brezhnev, Mikhail Sergeyevich Gorbachev thông báo chương trình cải tổ trong một nỗ lực hiện đại hoá chủ nghĩa cộng sản Xô viết. Tuy nhiên, những cải cách xã hội của Gorbachev đã dẫn tới những hậu quả không lường trước. Vì chính sách glasnost của ông ủng hộ mở rộng quyền tiếp cận thông tin của công chúng sau nhiều thập kỷ kiểm soát của chính quyền, các vấn đề xã hội đã được quan tâm đông đảo, làm tổn hại tới quyền lực của đảng Cộng sản. Trong những cuộc cách mạng năm 1989 Liên bang Xô viết đã mất các nước vệ tinh của mình tại Đông Âu. Glasnost cho phép các nhóm sắc tộc và những người theo chủ nghĩa dân tộc có cơ hội trỗi dậy. Nhiều nước cộng hoà có chủ quyền, đặc biệt là các nước cộng hoà vùng Baltic, Cộng hoà Xã hội chủ nghĩa Xô viết Gruzia và Cộng hoà Xã hội chủ nghĩa Xô viết Moldavia, tìm cách có được quyền tự trị lớn hơn, điều Moskva không mong muốn. Những nỗ lực cải cách kinh tế của Gorbachev vẫn chưa đầy đủ, và chính phủ Xô viết vẫn duy trì kiểm soát với các thành phần cơ bản của nền kinh tế cộng sản. Gặp bất lợi từ việc giá dầu mỏ và khí gas giảm cùng cuộc chiến tại Afghanistan, nền công nghiệp đã lạc hậu, tình trạng tham nhũng tràn lan, nền kinh tế kế hoạch Xô viết đã cho thấy sự kém hiệu quả, và tới năm 1990 chính phủ Xô viết đã mất quyền kiểm soát với các điều kiện kinh tế. Vì việc kiểm soát giá, đã xảy ra tình trạng khan hiếm hàng hoá, lên tới đỉnh điểm vào cuối năm 1991, khi mọi người phải xếp hàng dài và phải may mắn mới mua được các đồ dùng thiết yếu. Sự kiểm soát với các nước cộng hoà cũng giảm bớt, và các nước này bắt đầu củng cố chủ quyền trước Moskva.
Căng thẳng giữa Liên bang Xô viết và các cơ quan chính quyền Cộng hoà Xã hội chủ nghĩa Liên bang Nga đã trở thành cuộc chiến tranh giành quyền lực cá nhân giữa Gorbachev và Boris Nikolayevich Yeltsin. Bị Gorbachev loại khỏi cơ cấu chính trị Liên xô năm 1987, Yeltsin, một quan chức cao cấp kiểu cũ của đảng không có hậu thuẫn hay các mối quan hệ mạnh, cần tìm kiếm một cơ sở khác để đối đầu với Gorbachev. Khi vận may đảo chiều bất ngờ, ông thắng cử trở thành chủ tịch của Xô viết Tối cao mới của Cộng hoà Liên bang Nga tháng 5 năm 1990. Trong cuộc bầu cử Tổng thống Nga lần đầu tiên năm 1991 Yeltsin trở thành tổng thống Cộng hoà Xã hội chủ nghĩa Liên bang Nga.
Cuối cùng Gorbachev tìm cách tái cơ cấu Liên bang Xô viết trở thành một nhà nước ít tập trung hơn. Tuy nhiên, ngày 19 tháng 8 năm 1991, một cuộc đảo chính chống Gorbachev, do các quan chức cao cấp Xô viết tiến hành diễn ra. Cuộc đảo chính thất bại sau ba ngày vì sự phản đối rộng rãi của dân chúng, nhưng sự tan rã của Liên bang Xô viết đã trở nên rõ ràng. Chính phủ Nga chiếm hầu hết định chế chính phủ Liên bang Xô viết trên lãnh thổ của mình. Vì vị thế thống trị của người Nga trong Liên bang Xô viết, ít người nghĩ tới bất kỳ sự khác biệt nào giữa Nga và Liên bang Xô viết trước cuối thập niên 1980. Tại Liên bang Xô viết, chỉ Cộng hoà Xã hội chủ nghĩa Liên bang Nga là không có các cơ sở nhà nước thậm chí là nhỏ nhất mà các nước cộng hoà khác sở hữu, như chi nhánh đảng, các hội đồng công đoàn, Viện hàn lâm khoa học, và các thứ tương tự. Đảng Cộng sản Liên Xô bị cấm tại Nga trong giai đoạn 1991-1992, và dù không có một lễ rửa tội nào diễn ra, nhiều thành viên của nó đã trở thành các quan chức hàng đầu của Nga. Tuy nhiên, bởi chính phủ Xô viết vẫn phải đối các cải cách thị trường, tình thế kinh tế tiếp tục suy sụp. Tới tháng 12 năm 1991, sự thiếu hụt khiến tình trạng phân phối thực phẩm theo tem phiếu xuất hiện tại Moskva và Sankt Peterburg lần đầu tiên kể từ sau Chiến tranh thế giới thứ hai. Nga nhận viện trợ lương thực nhân đạo từ nước ngoài. Sau Hiệp ước Belavezha, Đại hội Đại biểu Cộng hoà Xã hội chủ nghĩa Liên bang Nga đã rút nước Nga khỏi Liên bang Xô viết ngày 12 tháng 12. Liên bang Xô viết chính thức chấm dứt ngày 25 tháng 12 năm 1991 và Liên bang Nga (trước kia là Liên bang Cộng hoà Xã hội chủ nghĩa Xô viết Nga) giành chủ quyền ngày 26 tháng 12. Chính phủ Nga bãi bỏ kiểm soát giá cả tháng 1 năm 1992. Giá cả tăng mạnh, nhưng tình trạng khan hiếm chấm dứt.

## Liên bang Nga
Dù Yeltsin lên nắm quyền lực với một làn sóng lạc quan, ông không bao giờ còn được dân chúng ủng hộ nhiều như cũ sau khi thực hiện liệu pháp sốc của Egor Gaidar chấm dứt việc kiểm soát giá, cắt giảm mạnh chi tiêu chính phủ, và mở cửa với thương mại nước ngoài đầu năm 1992 (xem Cải cách kinh tế Nga trong thập niên 1990). Những cuộc cải cách nhanh chóng làm sụt giảm tiêu chuẩn sống của hầu hết dân cư. Trong thập niên 1990 nước Nga đã trải qua một giai đoạn giảm sút kinh tế tới mức, ở một số mặt, còn nghiêm trọng hơn những gì Hoa Kỳ và Đức đã phải trải qua sáu thập kỷ trước trong cuộc Đại Khủng hoảng. Siêu lạm phát đã tác động tới đồng rúp, vì sự định giá tiền tệ quá cao từ thời nền kinh tế tập trung.
Tuy nhiên, sự xuất hiện hàng loạt của các đảng nhỏ và sự ác cảm của họ với các liên minh khiến cơ cấu lập pháp hỗn loạn. Năm 1993, sự rạn nứt giữa Yeltsin và giới lãnh đạo nghị viện dẫn tới cuộc khủng hoảng hiến pháp tháng 9-10 năm 1993. Cuộc khủng hoảng lên tới đỉnh điểm ngày 3 tháng 10, khi Yeltsin lựa chọn một giải pháp cực đoan để giải quyết cuộc tranh cãi với nghị viện: ông gọi xe tăng tới bắn vào Nhà Trắng, tiêu diệt đối thủ. Khi Yeltsin đang thực hiện hành động vi hiến để giải tán nghị viện, nước Nga ở gần một cuộc xung đột dân sự nghiêm trọng. Khi ấy Yeltsin hoàn toàn tự do trong việc áp đặt hiến pháp hiện tại của Nga với quyền lực tổng thống mạnh mẽ, được phê chuẩn theo cuộc trưng cầu dân ý tháng 12 năm 1993. Sự liên kết của Liên bang Nga cũng bị đe doạ khi nước cộng hoà Chechnya tìm cách ly khai, dẫn tới hai cuộc xung đột đẫm máu.
Những cải cách kinh tế cũng đã củng cố một chính thể đầu sỏ bán tội phạm với gốc rễ trong hệ thống Xô viết cũ. Được các chính phủ phương Tây ủng hộ, Ngân hàng Thế giới, và Quỹ tiền tệ quốc tế, nước Nga bước vào cuộc tư nhân hoá lớn nhất và nhanh nhất từng có trên thế giới để cải cách hoàn toàn nền kinh tế quốc hữu hoá Xô viết cũ. Tới giữa thập kỷ các ngành công nghiệp bán lẻ, thương mại, dịch vụ và công nghiệp nhỏ đều ở trong tay tư nhân. Đa số các doanh nghiệp lớn đều bị các giám đốc cũ mua lại, tạo ra tầng lớp nhà giàu mới (các tài phiệt Nga) cùng với mafia hay các nhà đầu tư phương Tây.
Tới giữa thập niên 1990, nước Nga đã có một chế độ chính trị bầu cử đa đảng. Nhưng rất khó để thành lập một chính phủ đại diện bởi hai vấn đề cơ cấu—sự đấu tranh giữa tổng thống và nghị viện và hệ thống đảng phái vô chính phủ.

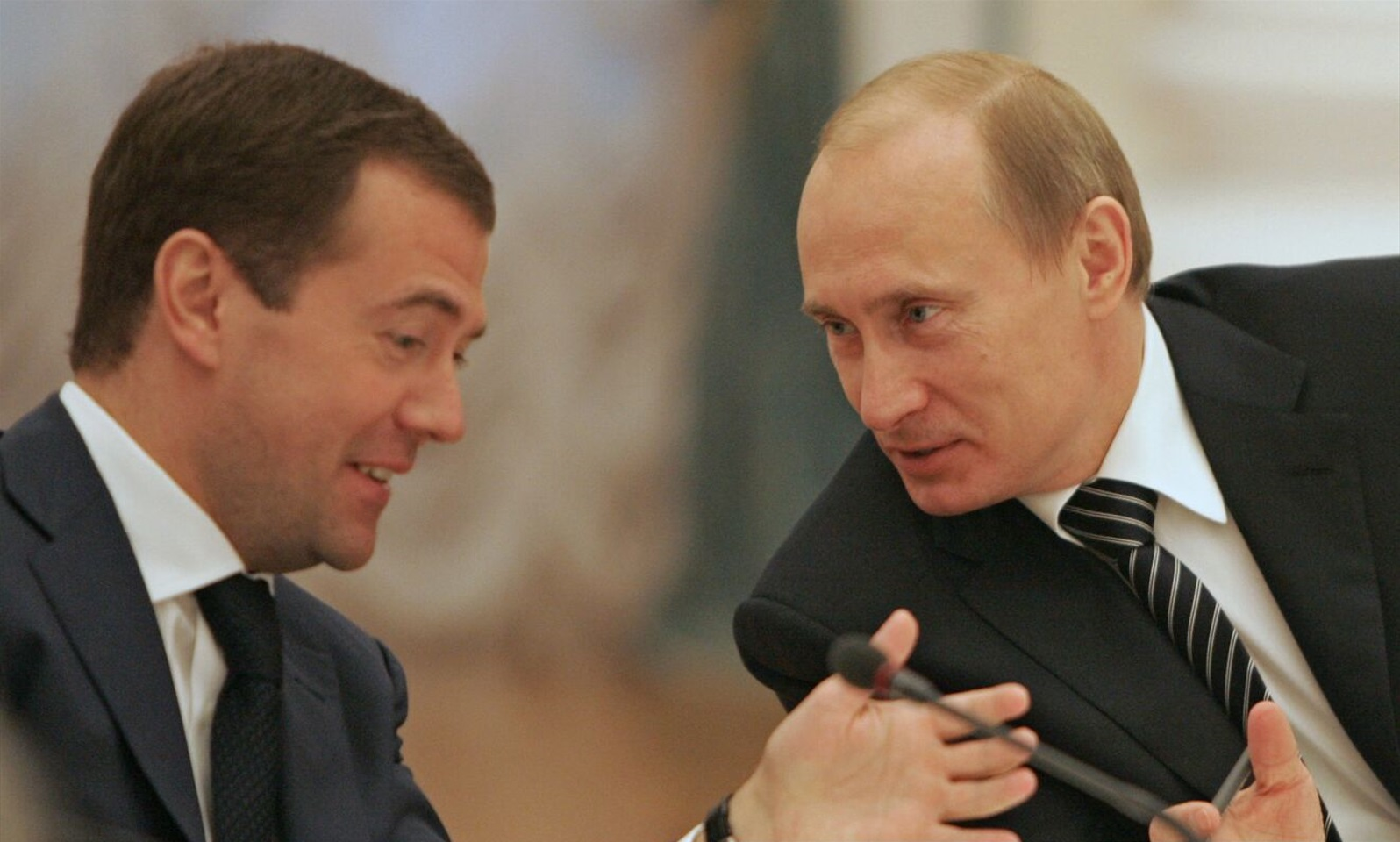
Dmitry Anatolyevich Medvedev và Vladimir Vladimirovich Putin.

Trong khi ấy, chính quyền trung ương mất quyền kiểm soát với các địa phương, quan liêu, và các định chế kinh tế; nguồn thu thuế cạn kiệt. Vẫn ở tình trạng sút kém sâu hồi giữa thập niên 1990, nền kinh tế Nga còn bị tác động thêm nữa bởi cuộc khủng hoảng tài chính năm 1998. Sau cuộc khủng hoảng này, Yeltsin đã ở cuối sự nghiệp chính trị. Chỉ vài giờ trước giao thừa năm 2000, Yeltsin đã đưa ra một tuyên bố từ chức đầy bất ngờ, giao lại chính phủ cho vị Thủ tướng còn ít được biết tới Vladimir Vladimirovich Putin, cựu sĩ quan KGB và lãnh đạo cơ quan kế tục của nó là FSB thời hậu Xô viết. Năm 2000, vị tổng thống tạm quyền mới đã đánh bại các đối thủ trong cuộc bầu cử tổng thống ngày 26 tháng 3,và giành một chiến thắng long trời lở đất khác 4 năm sau đó. Các nhà quan sát nước ngoài đã cảnh báo về các động thái cuối năm 2004 nhằm siết chặt sự quản lý của tổng thống với nghị viện, đời sống dân sự, và các quan chức địa phương. Năm 2008 Dmitry Anatolyevich Medvedev, cựu chủ tịch Gazprom và là giám đốc văn phòng tổng thống của Putin, được bầu làm tổng thống mới của nước Nga.
Tuy nhiên, sự đảo ngược về một nền kinh tế chỉ huy xã hội chủ nghĩa dường như không thể diễn ra, cộng với sự trợ giúp mạnh của phương Tây. Nước Nga kết thúc năm 2006 với năm thứ 8 tăng trưởng liên tiếp, với mức tăng trung bình 6,7% hàng năm từ cuộc khủng hoảng tài chính năm 1998. Dù chiến lược giá dầu ở mức cao và một đồng rúp khá thấp là nguyên nhân của sự tăng trưởng này, từ năm 2003 nhu cầu tiêu thụ và, gần đây hơn, đầu tư đã đóng một vai trò quan trọng hơn. Nước Nga vượt khá xa các nước giàu tài nguyên khác về sự phát triển kinh tế, với nền giáo dục, khoa học và công nghiệp có truyền thống lâu dài.